# 渡し船

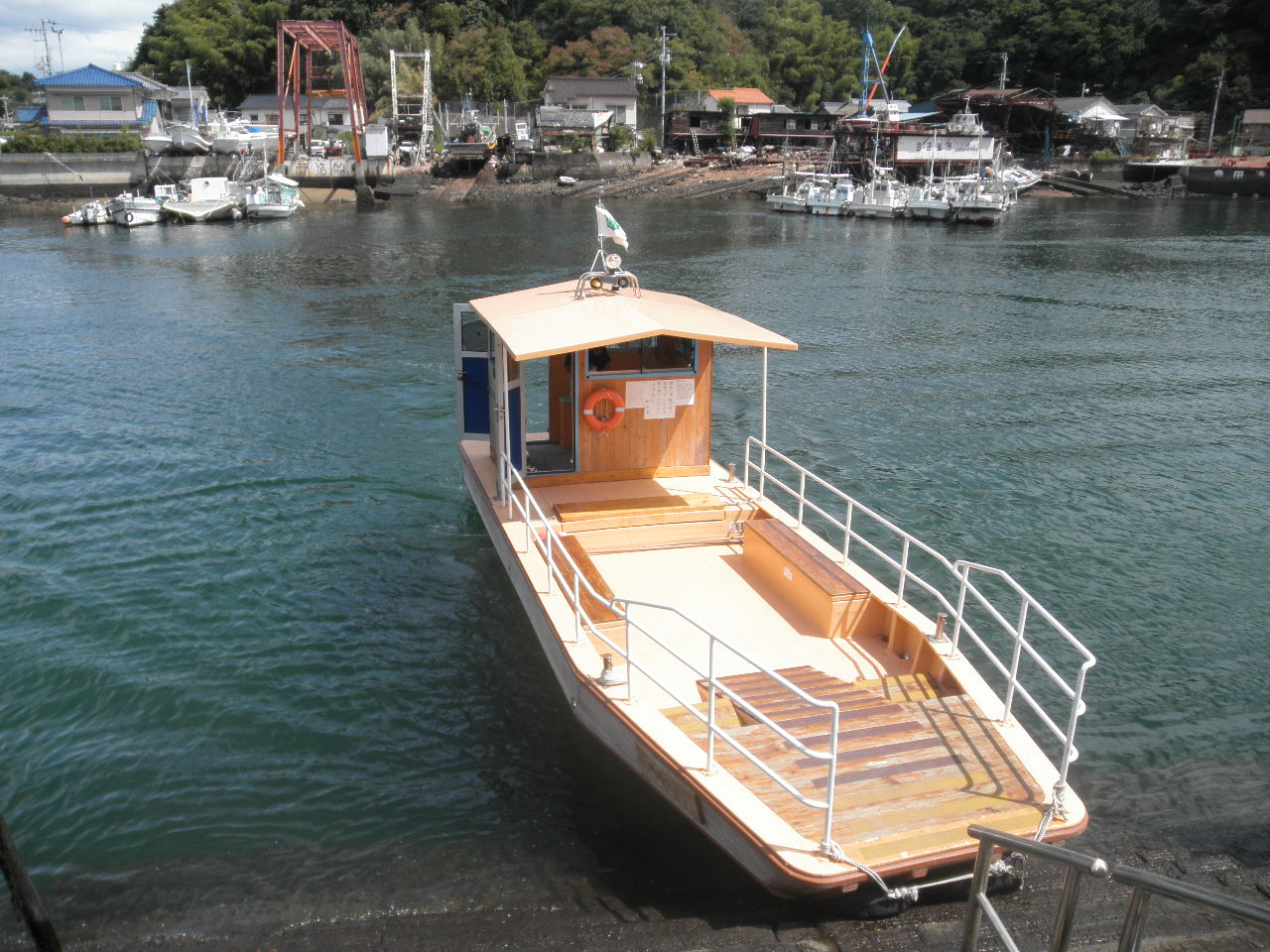
代表的な日本の渡し船（三津の渡し）

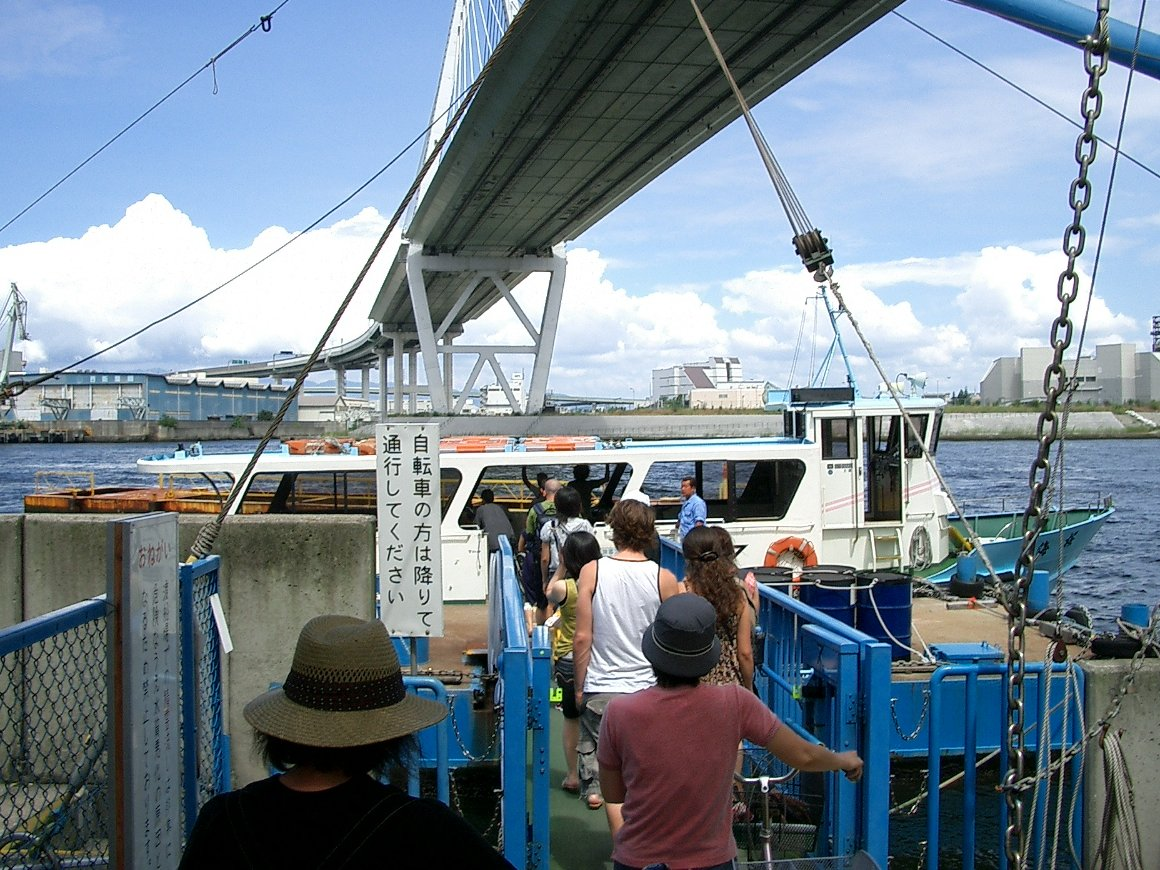
天保山渡船 築港のりば

渡し船（わたしぶね）とは、港湾・河川・湖沼などで両岸を往復して客や荷物を運ぶ船及び航路のことである。渡船（とせん）とも言う。また、渡し船に乗り降りするところを渡し場（わたしば）、渡船場（とせんじょう、とせんば）などという。

## 概要
広義の「渡し船」には、離島との航路などや、釣り客を沖の独立した防波堤や岩礁へ運ぶ渡船業、リゾート企業などが顧客専用として運用するものも含まれる。
本項では狭義の渡し船として、「比較的狭い距離の対岸同士を渡し、庶民の日常の交通手段や観光に利用され、公共性の高いもの」について述べる。大型かつ航路の長いものはフェリーを、単純な対岸往復でなく、河川や運河の流れに沿って複数の船着場を行き来する船は水上バスを参照のこと。なお、フェリーと渡し船を呼び分ける文化は日本以外にはあまり存在しないため、各国語版へのリンクはフェリーのほうを主に参照されたい。

## 日本

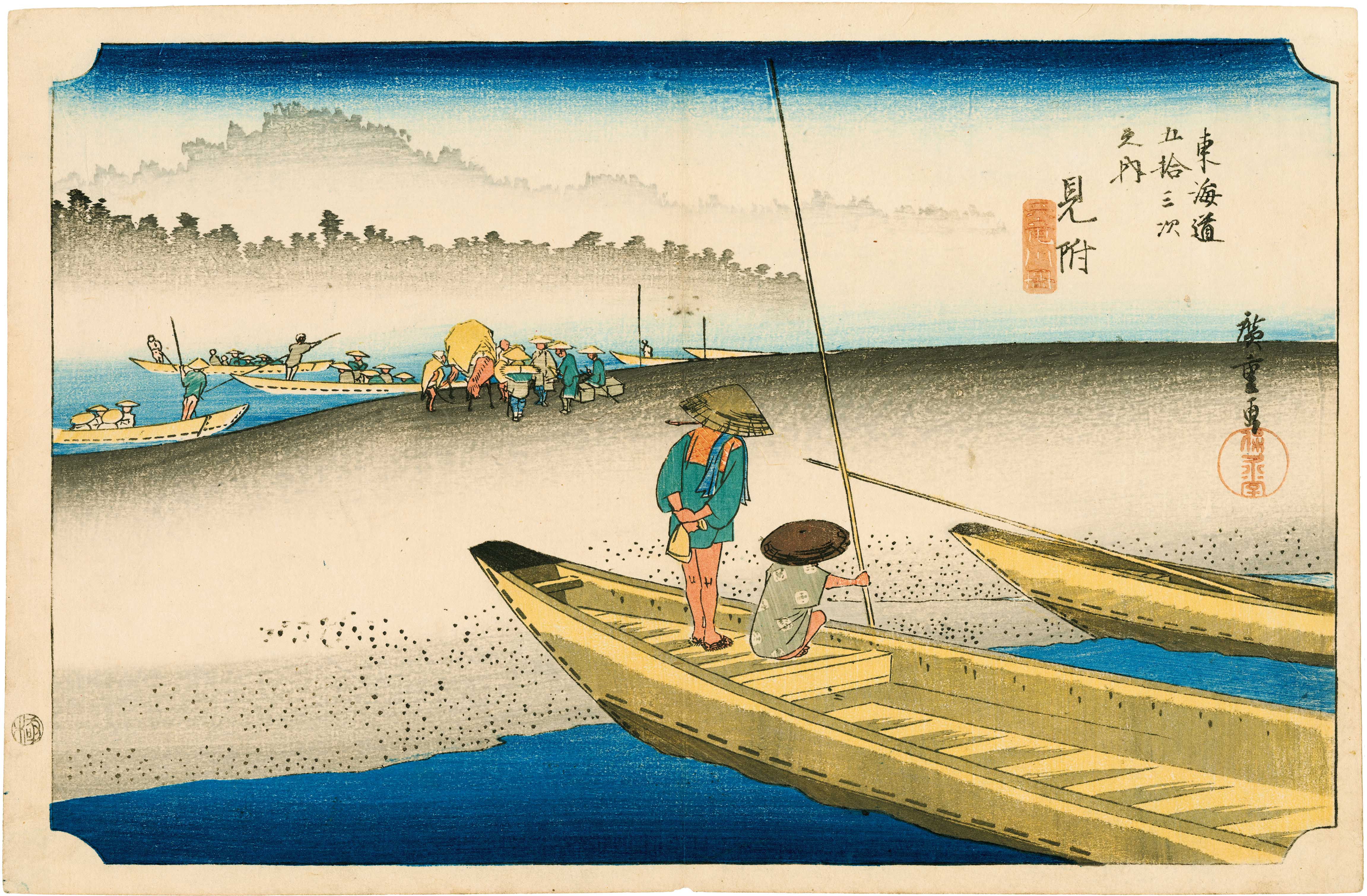
『東海道五十三次』(見附宿)

中世以前は架橋技術の未発達により、渡船に頼る比重が高かった。江戸時代の幕藩体制においても、架橋が困難な地点や、関所など軍事的理由で架橋が許されなかった地点を中心に渡船が行われた。また、地形が山がちなことや、軍事的理由から車輪の利用が発達しなかった事によって発生する水運の優位性もあり、渡船は全国各地で行われた。
道路が整備され、また車両が普及するなどして陸運が発達すると、水運の至便性よりも洪水忌避が重要となり、堤防の建設などによって生活と水辺は切り離されてゆく傾向にある。また、架橋技術や隧道等土木技術の発達も水運の重要性を低下させる。これらの理由により渡船は徐々に廃止され、21世紀初頭の日本では観光用ないしは、港湾・河川等においての船舶交通量が多いため、架橋により通過する船舶の交通量を確保できない場合や遠方の離島との間など架橋が困難ないしは、架橋するだけ交通量が確保できない、橋があっても歩行者・自転車の通行が困難な事例など特別な事情がある場合に限られている。

### 古代・中世の渡し
万葉集に、渡良瀬川を渡る古河の渡し（茨城県古河市・埼玉県向古河）がうたわれている。隅田の渡し（東京都台東区橋場・荒川区南千住）、多摩川を渡る関戸の渡し（東京都多摩市）、丸子の渡し（神奈川県川崎市・東京都大田区）なども古代から知られ、官道が通ったと考えられている。
また、旧渡良瀬川を渡る房川渡し（埼玉県久喜市・茨城県古河市・五霞町元栗橋）、旧入間川（現荒川）を渡る川口の渡し（埼玉県川口市）、旧利根川を渡る川口の渡し（埼玉県加須市）も江戸時代以前から知られている。

### 江戸時代の渡し船
江戸時代、東海道の馬入川（現在の相模川）の例でいうと、人を20人まで乗せる小船、馬を乗せる馬船、大型で荷物を運べる平田船が常備されていた。
東海道が多摩川を渡る六郷大橋は度々洪水で流され、1688年（貞享5年）以後は再建を断念し、六郷の渡しが定着した。

### 現在も運航されている渡船
渡し舟の中には釣り客を岩礁や沖の堤防に運ぶもの、島に立地する旅館に利用客を輸送する私設のものもあるが、性格が異なるため本項では取り上げない。
本項では例外を除き陸路でも迂回でき、かつ季節運航等遊覧性の高い渡し船も記載する。

#### 常時運航される渡船
道路または架橋の代替（または補完）として運航されており、無料で利用可能な航路も存在する。

##### 島内間渡船

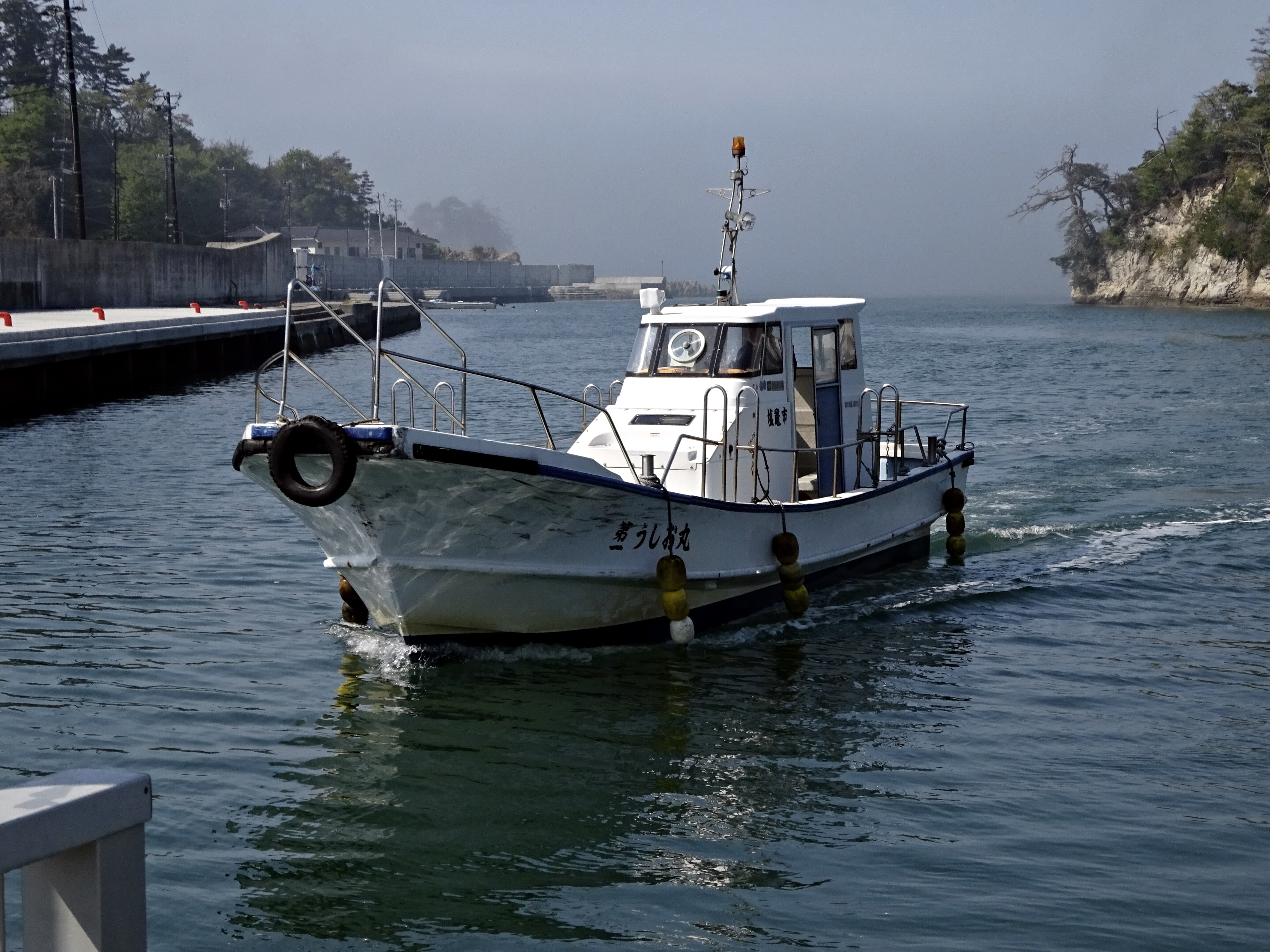
浦戸諸島内航路・塩竈市営船「第一うしお丸」

（宮城県塩竈市）
塩竈市浦戸振興課浦戸生活係により、浦戸諸島のうち桂島（石浜桟橋）と野々島（野々島桟橋）の「石浜間渡船」、および野々島学校下桟橋と寒風沢島・朴島間の「寒風沢間渡船」が、島内間渡船として計2航路が運航されている。塩竈市の所有の小型旅客船「第一うしお丸」「すずかぜ」が使用される。いずれの航路も無料で利用できる。
運航時間は季節性があるものの、凡そ7時30分～16時30分の間であり、利用の際はリンク先ページ内に掲載される携帯番号にあらかじめ連絡することで時間内に限って随時利用できる。普段は野々島側で船頭が待機している。

##### 最上川渡船

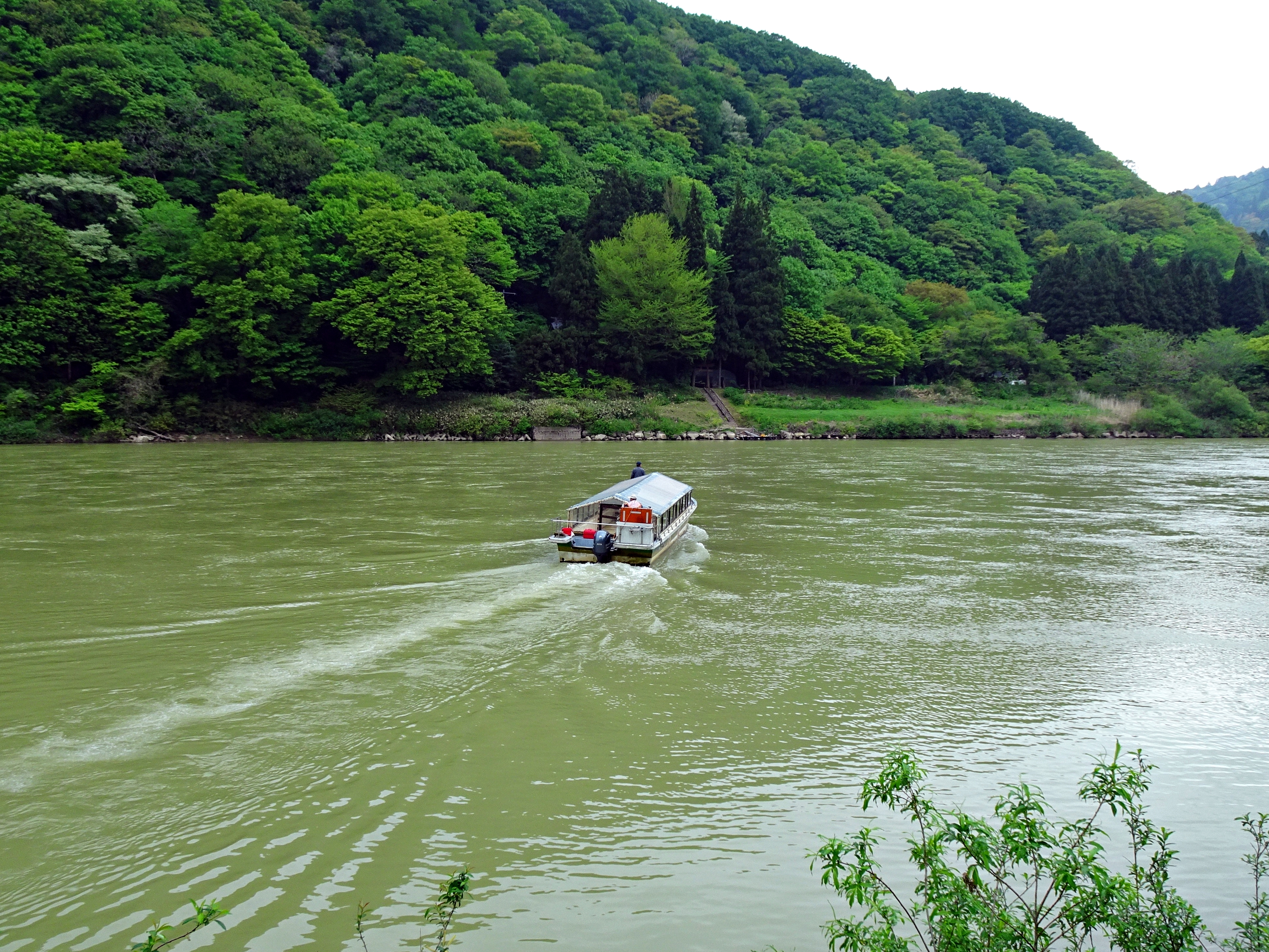
最上川渡船

（山形県戸沢村）
船以外で行く方法が無い、最上川中流右岸の外川神社（仙人堂）への参拝便宜をはかる渡船。義経ロマン観光による運航で、高屋乗船場から出航。通常は最上川周遊1時間のコースの中に神社参拝が含まれるが、神社参拝のみの利用も可能。1日3便の運航で要予約。往復500円。

##### 小堀の渡し

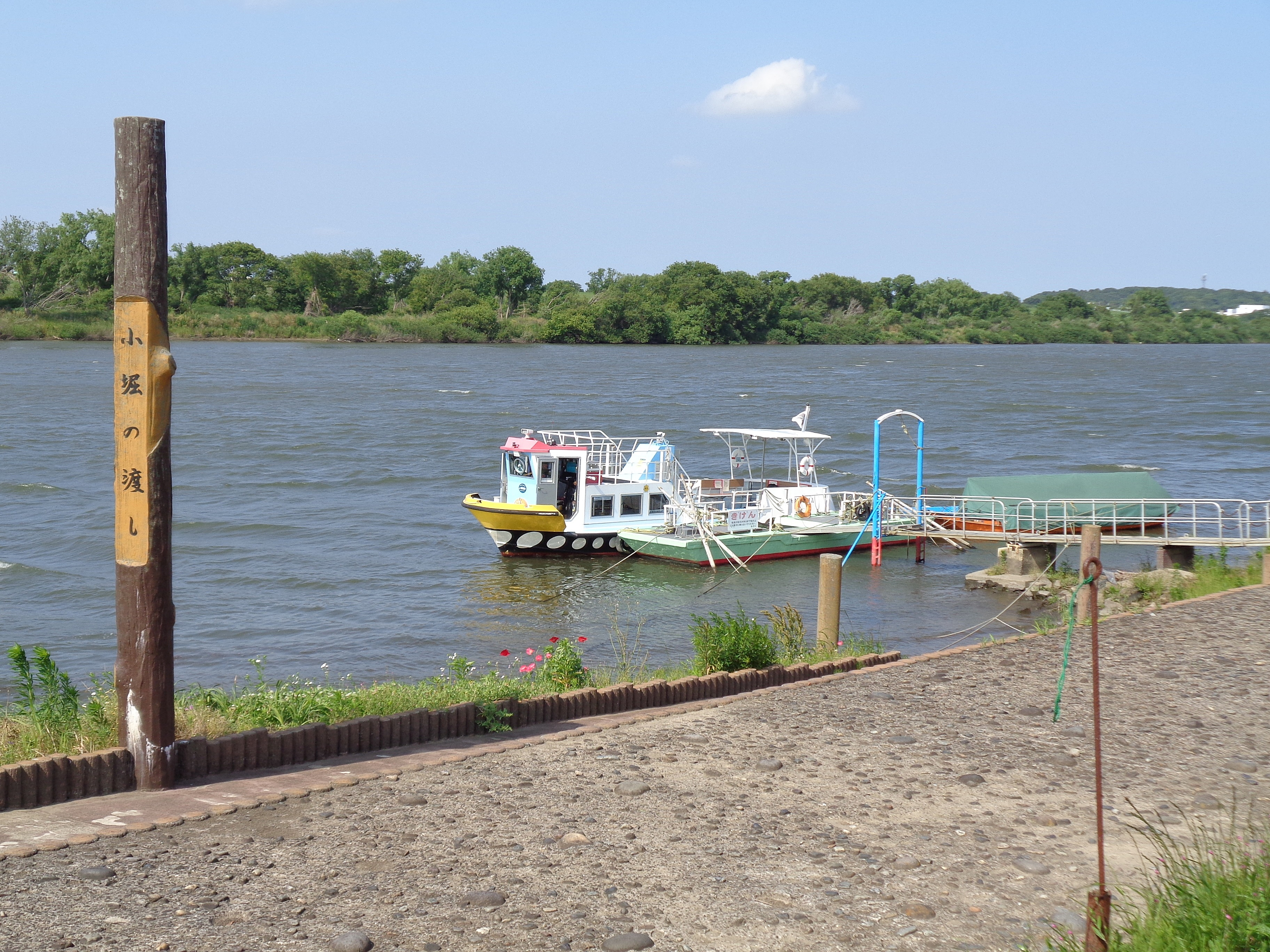
小堀の渡し

（茨城県取手市）
利根川右岸（千葉県我孫子市と地続きの側）にある飛地の小堀（おおほり）地区と左岸（市中心部側）を結ぶ。取手市営。利根川の改修の結果、茨城県の飛地となった地区の利便性のために開設された。かつては地域住民（無料）以外の観光乗船が禁止されていた。現在は小堀地区住民と条例に定める利用者は無料、その他は片道200円となり、観光乗船が可能となった。また、取手駅に近い桟橋との三地点を三角運航するようになった。毎週水曜日は休航となる。
※参考：小堀の渡し - 取手市公式サイト

##### 赤岩渡船

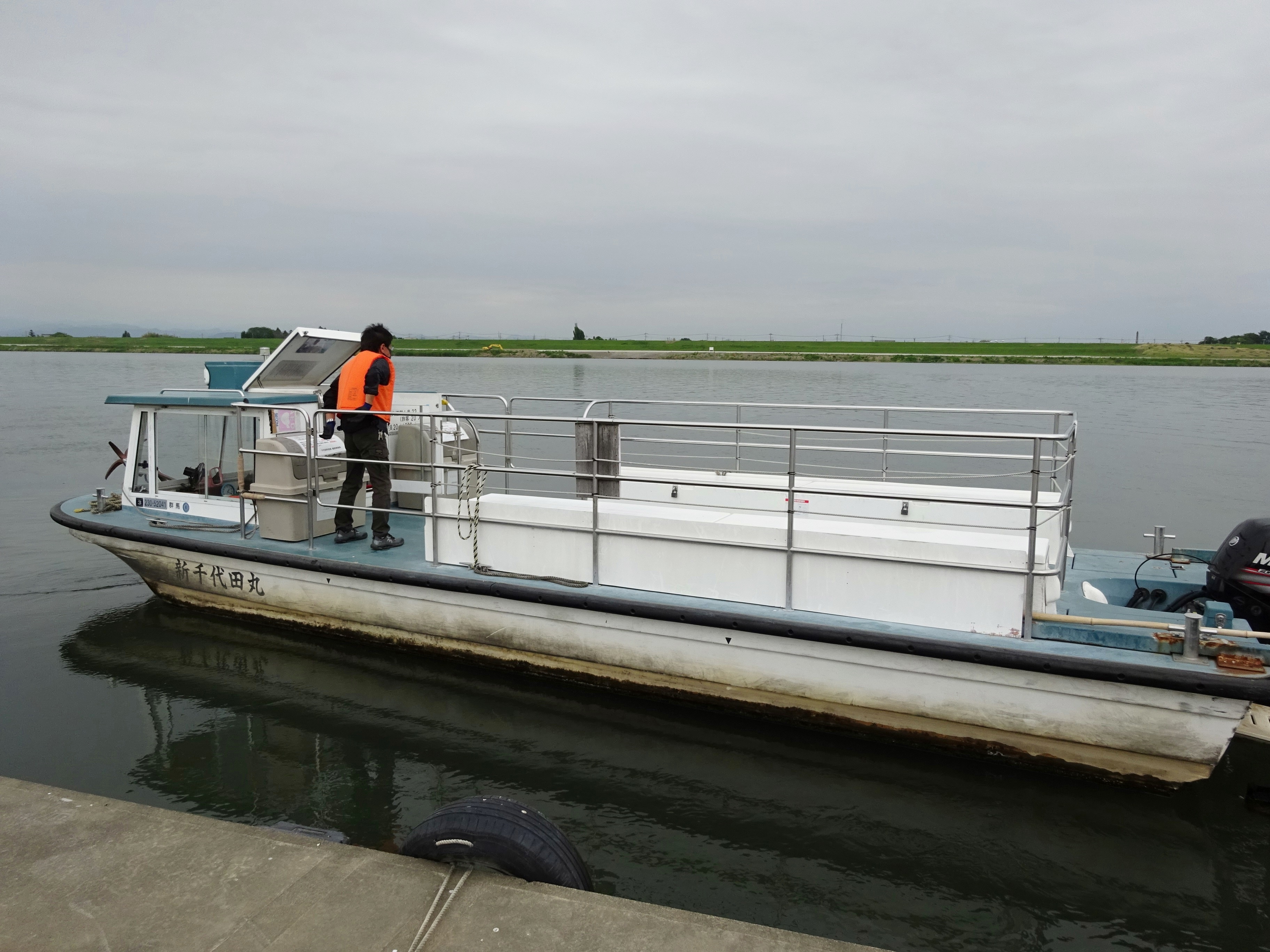
赤岩渡船

（埼玉県熊谷市 - 群馬県邑楽郡千代田町）
利根川右岸にある熊谷市の葛和田と左岸の千代田町赤岩を結ぶ。群馬県営（千代田町に運航を委託）。自転車やバイクも乗船可能。無料。
主要地方道埼玉県道・群馬県道83号熊谷館林線に指定されている。
※参考：赤岩渡船 - 千代田町公式サイト

##### 川越グリーンクロス（ゴルフ場）の渡船

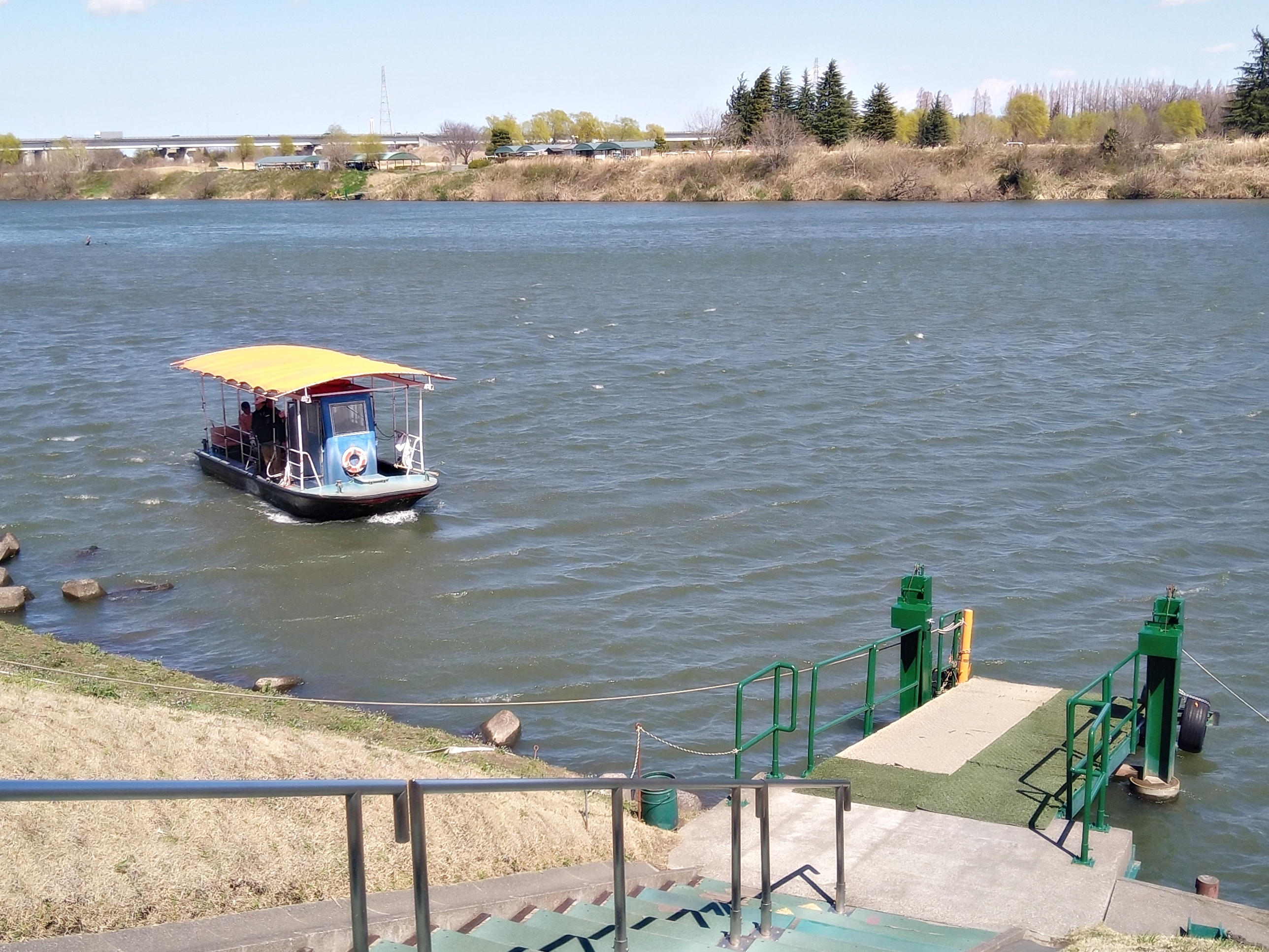
川越グリーンクロスの渡船

（埼玉県川越市）
私設渡船。当ゴルフ場のプレイヤーはクラブハウスから渡船で荒川を渡り、コースに出ることになる。
スタート時間の30分前までには持参したキャディバックを渡船に積み乗船しなければならない。
※参考：川越グリーンクロス（ご来場時の注意事項）　

##### 矢切の渡し

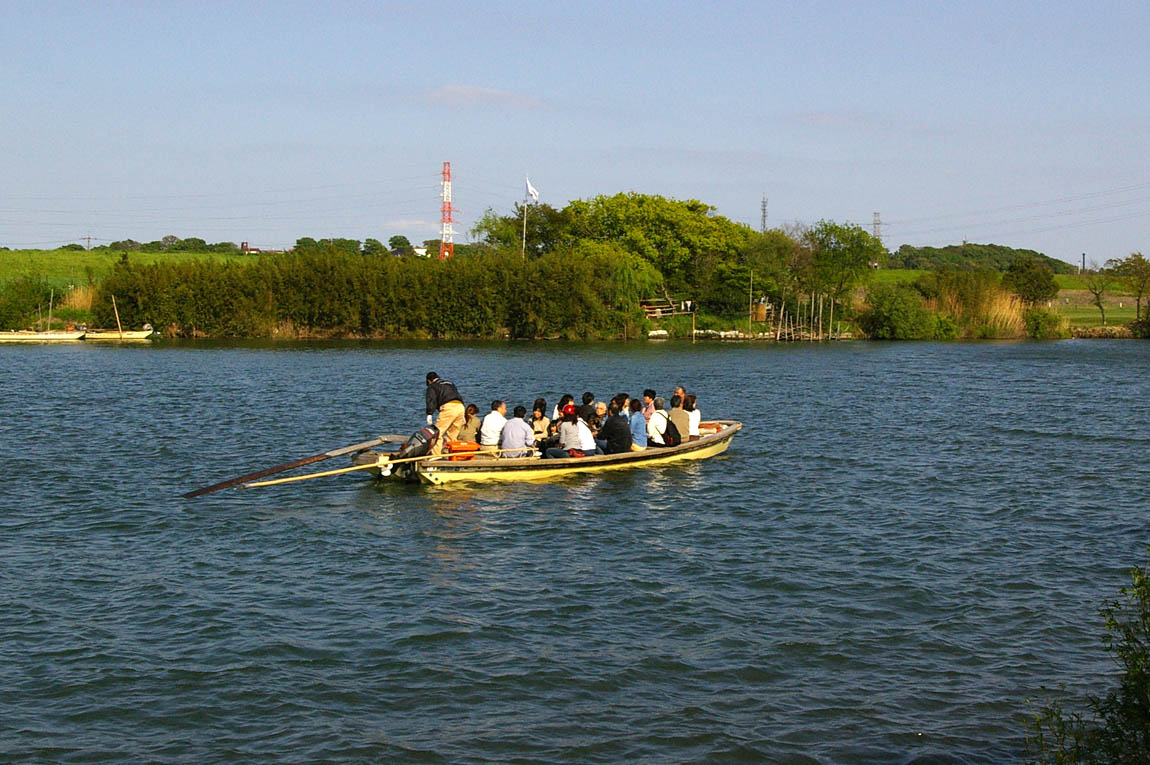
矢切の渡し（2005年撮影）

（千葉県松戸市 - 東京都葛飾区）
江戸川左岸の松戸市矢切（やきり、やぎり）地区と右岸の東京都葛飾区柴又を結ぶ。民営（個人運営）。有料（大人200円、子供100円　2012年10月より料金改正）。
かつて江戸幕府が江戸川の渡しとして指定し、農民の管理により運営されていた航路のうち最後の一つ。現在も先祖代々船頭だった個人が運営。
※参考：矢切の渡し - 松戸市観光協会
※参考：矢切の渡し - 葛飾区観光サイト “かつしかまるごとガイド”

##### 浦賀の渡船

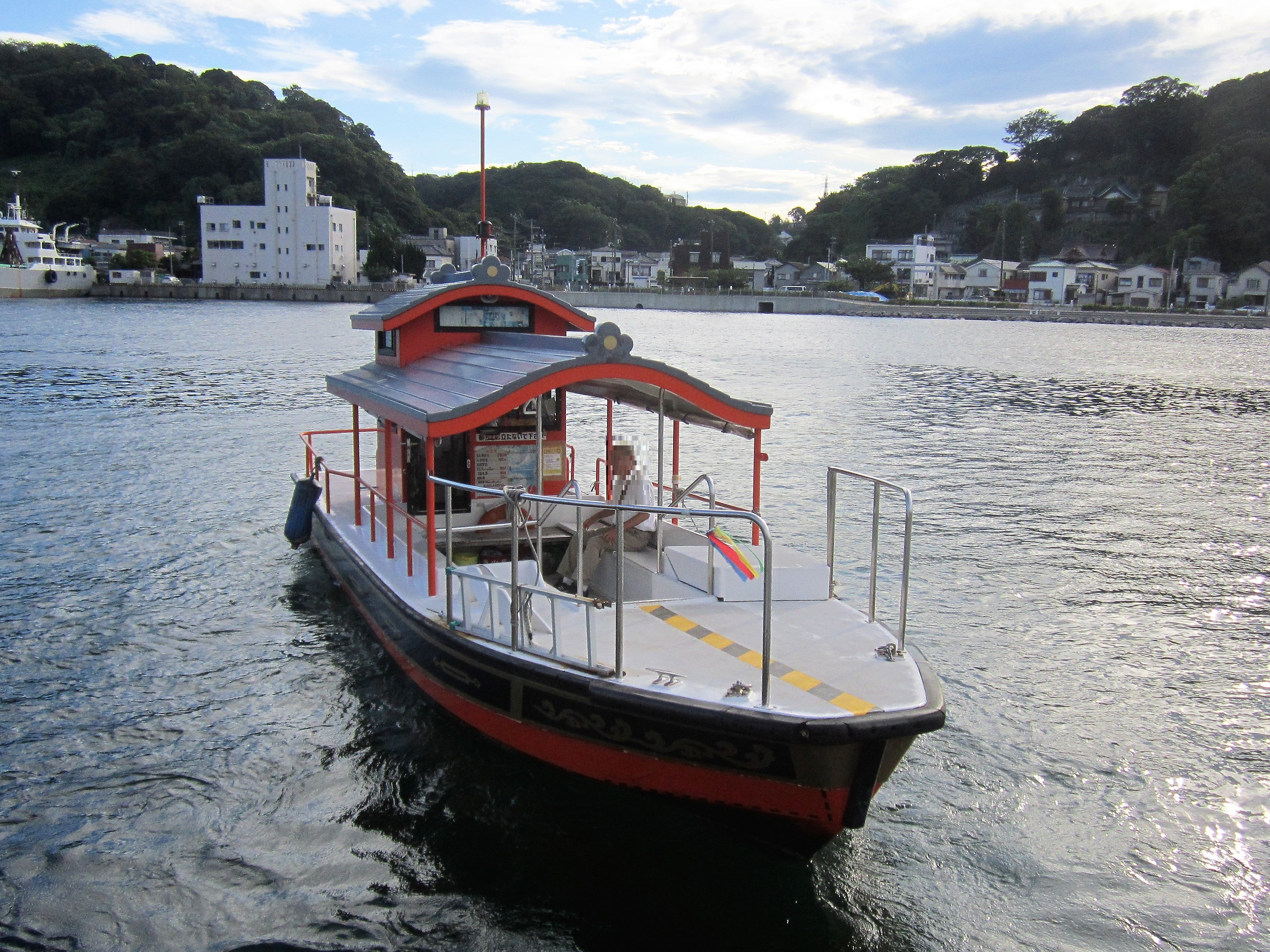
浦賀の渡船「愛宕丸」

（神奈川県横須賀市）
浦賀港の半ばを結ぶ。横須賀市営だったが、2022年4月に民間会社「トライアングル」に運航を完全委託した。かつての市道2073号。大人400円、小児200円・自転車等50円。通称「ポンポン船」。
※参考：浦賀の渡船 - 横須賀市公式サイト

##### 城ヶ島渡船

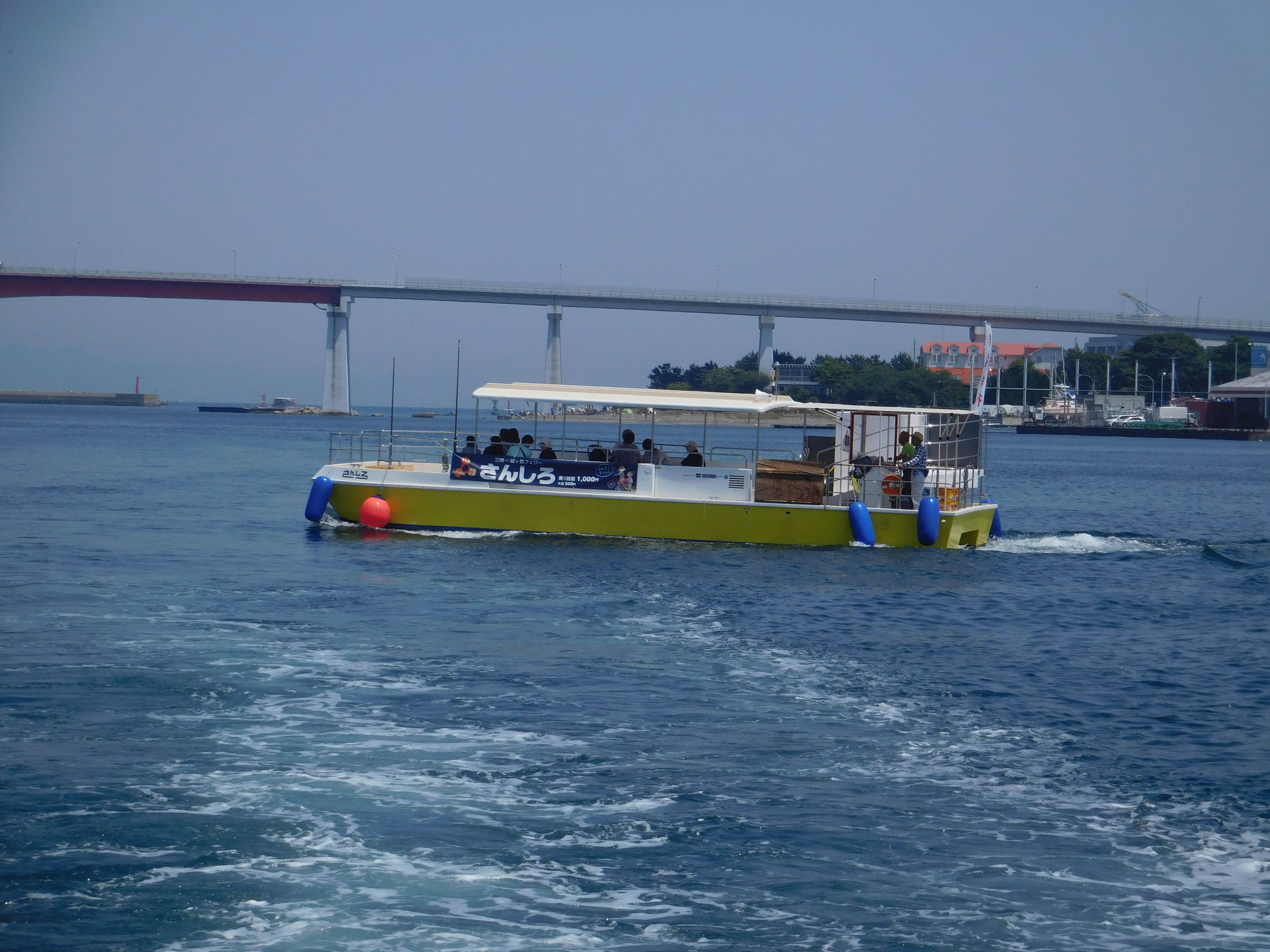
城ヶ島渡船「さんしろ」

（神奈川県三浦市）
1960年4月の城ヶ島大橋開通まで三崎仲崎岸壁と城ヶ島の間を渡船が結んでいた。橋の開通によりいったん渡船は廃止となった。
2008年5月に観光資源として50年ぶりに渡船が復活する。運航日は土曜休日と繁忙期。運航時間は10:00～16:00、有料（片道500円）である。
2017年3月より、新造船「さんしろ」の運航を開始。
※参考：城ヶ島渡船白秋のページ - 三崎港産直センター「うらり」公式サイト

##### 富山県営渡船

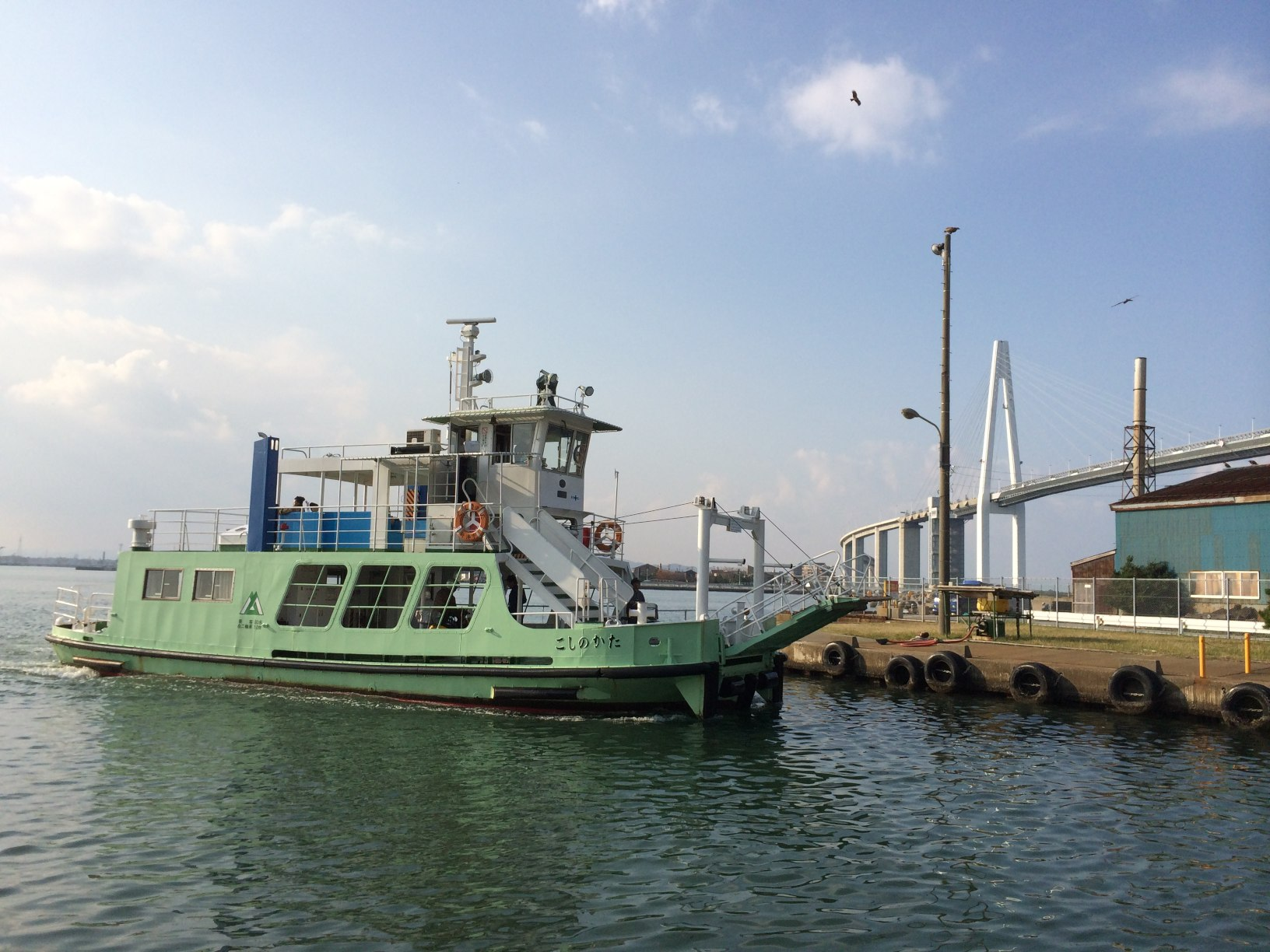
越ノ潟フェリー

（通称）越ノ潟フェリー（富山県射水市）
富山新港建設のため分断された両岸を結ぶ。富山県営。無料。
2004年から深夜時間帯および荒天時などは無料の代行タクシーを運行。富山地方鉄道射水線の項目も参照のこと。
※参考：富山県県営渡船（通称　越ノ潟フェリー） - 富山県公式サイト

##### 小紅の渡し

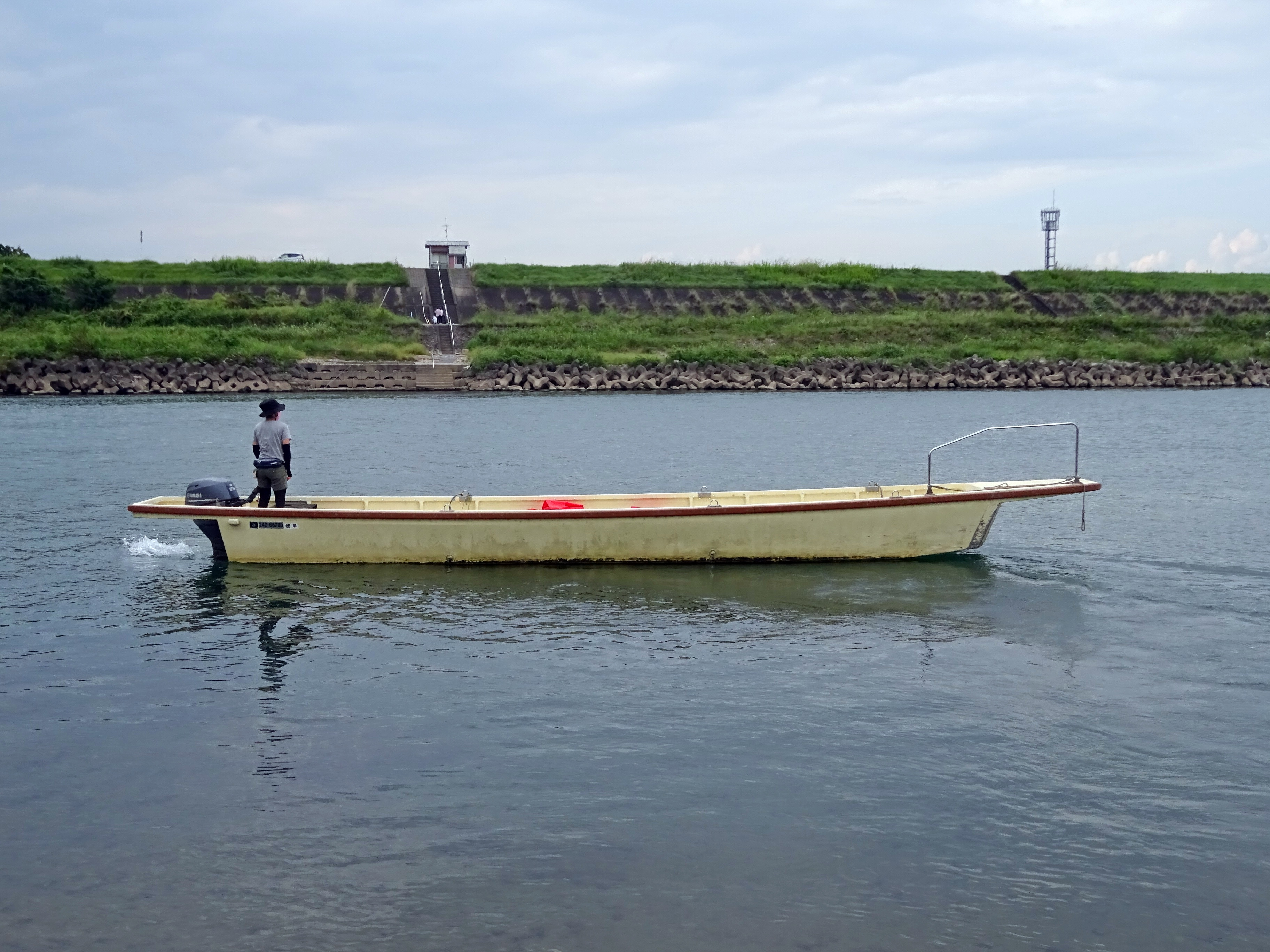
小紅の渡し

（岐阜県岐阜市）
長良川を渡る。岐阜県営（岐阜市に運航を委託）。無料。
道路渡船（岐阜県道173号）。
※参考：小紅の渡し - 岐阜市観光コンベンションセンター

##### 牛川の渡船

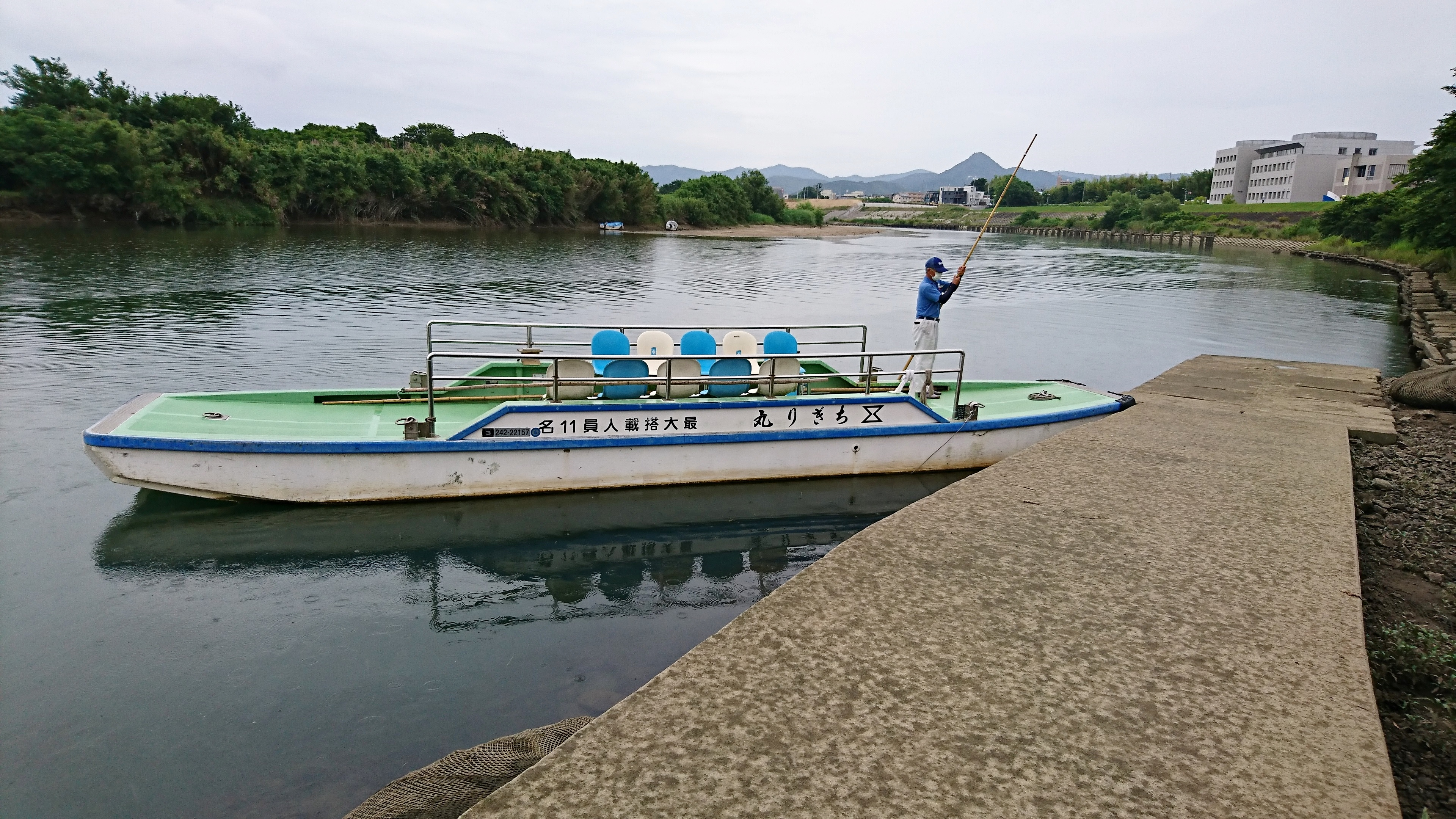
牛川の渡船

（愛知県豊橋市）
豊川の両岸を結ぶ。豊橋市営。無料。
豊橋市道大村町・牛川町175号線に含まれる。航路の起源は不明だが、平安時代から運航されていたという。
※参考：牛川の渡船 - 豊橋市公式サイト

##### 中野の渡し

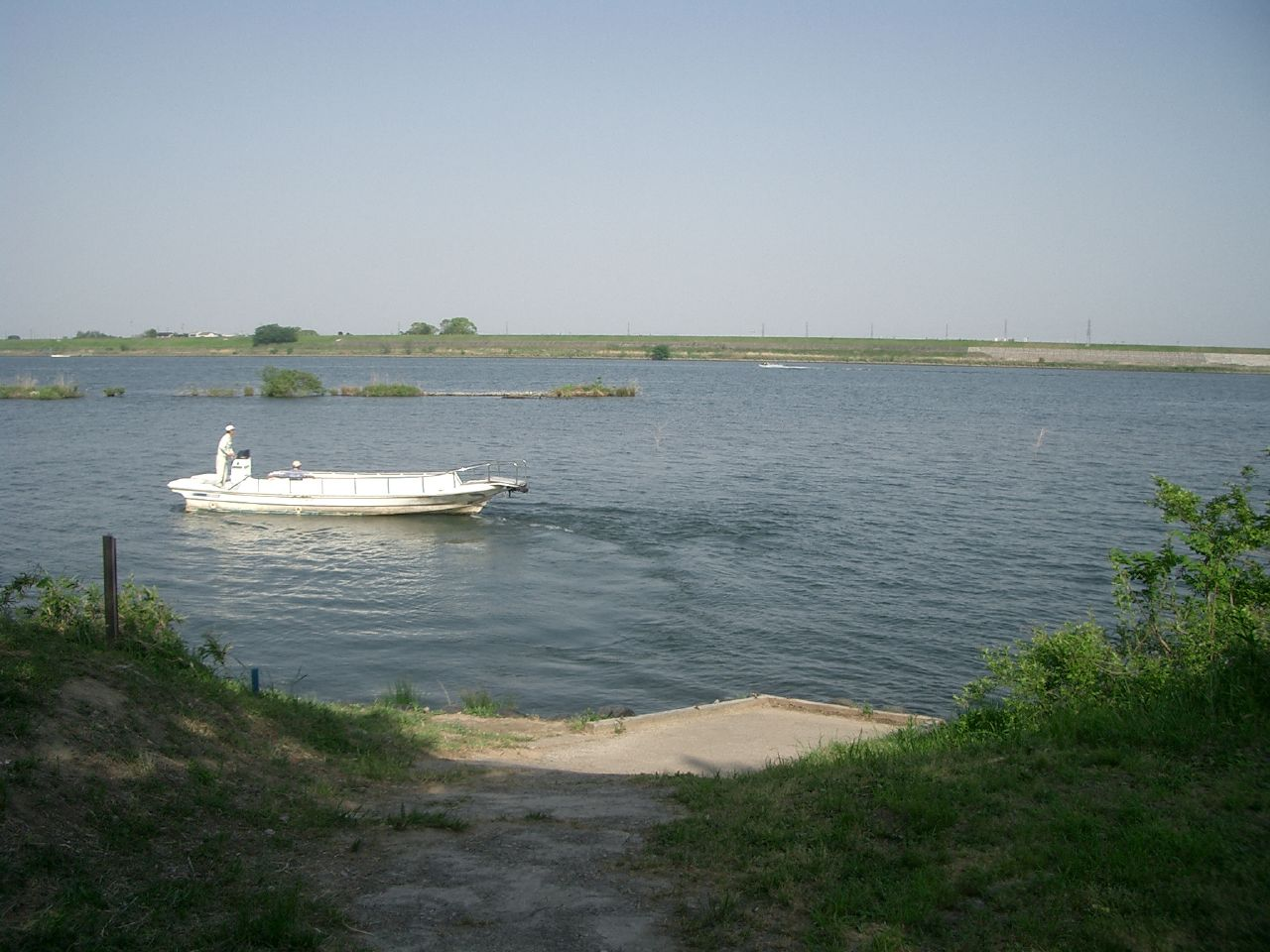
中野の渡し

（愛知県一宮市 - 岐阜県羽島市）
木曽川を渡る。愛知県営。無料。
愛知県営道路渡船（愛知県道135号）。
※参考： 西中野渡船について - 愛知県一宮建設事務所

##### 志摩市運航船

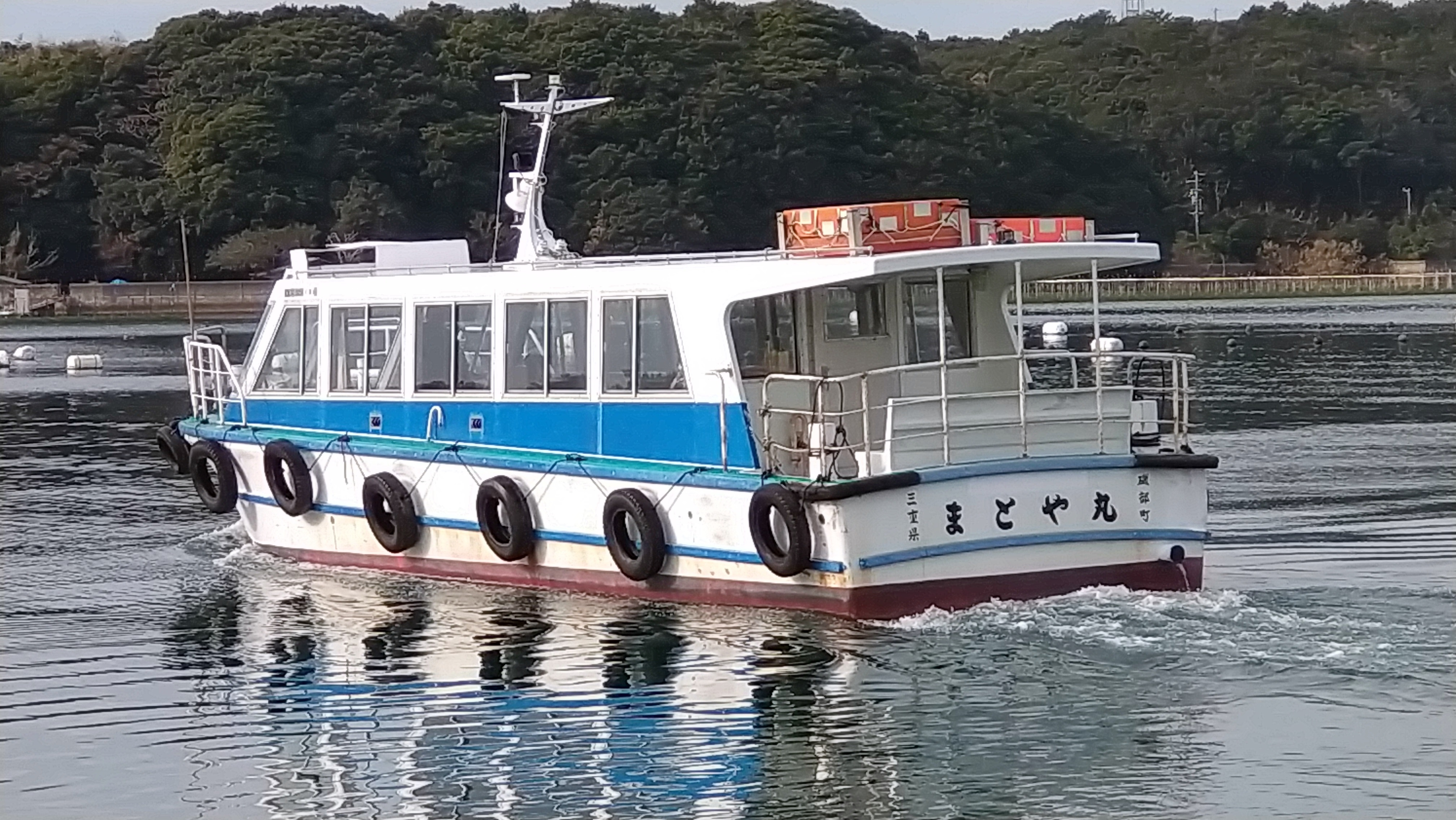
志摩市運航船「まとや丸」

（三重県志摩市）
的矢湾を渡り、的矢地区と三ヶ所地区、および渡鹿野島を結んでいる。渡鹿野・和田～三ケ所～的矢～三ケ所～渡鹿野・和田の順に運航。毎週　月曜日・水曜日・金曜日に限り3便運航。無料。
三重県道750号阿児磯部鳥羽線の一部として運航され、三重県から志摩市に運航が委託されていたため、それまでは県道船と称していたが、県からの委託が解かれたため、2021年（令和3年）4月1日から、志摩市運航船として継続運航されている。

##### 大阪市の公営渡船

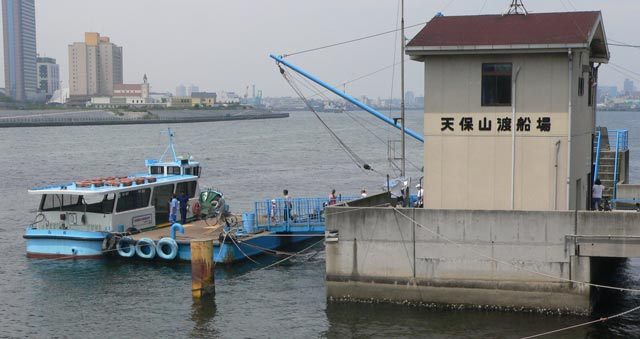
天保山渡船 - 築港乗り場にて

（大阪府大阪市）
天保山渡船など、おもに大正区域の大阪港や河口付近に8航路。大阪市営。無料。
一自治体としては最多の航路を持つ。
※参考：大阪 渡船場マップ - 大阪市公式サイト

##### 玄武洞渡船

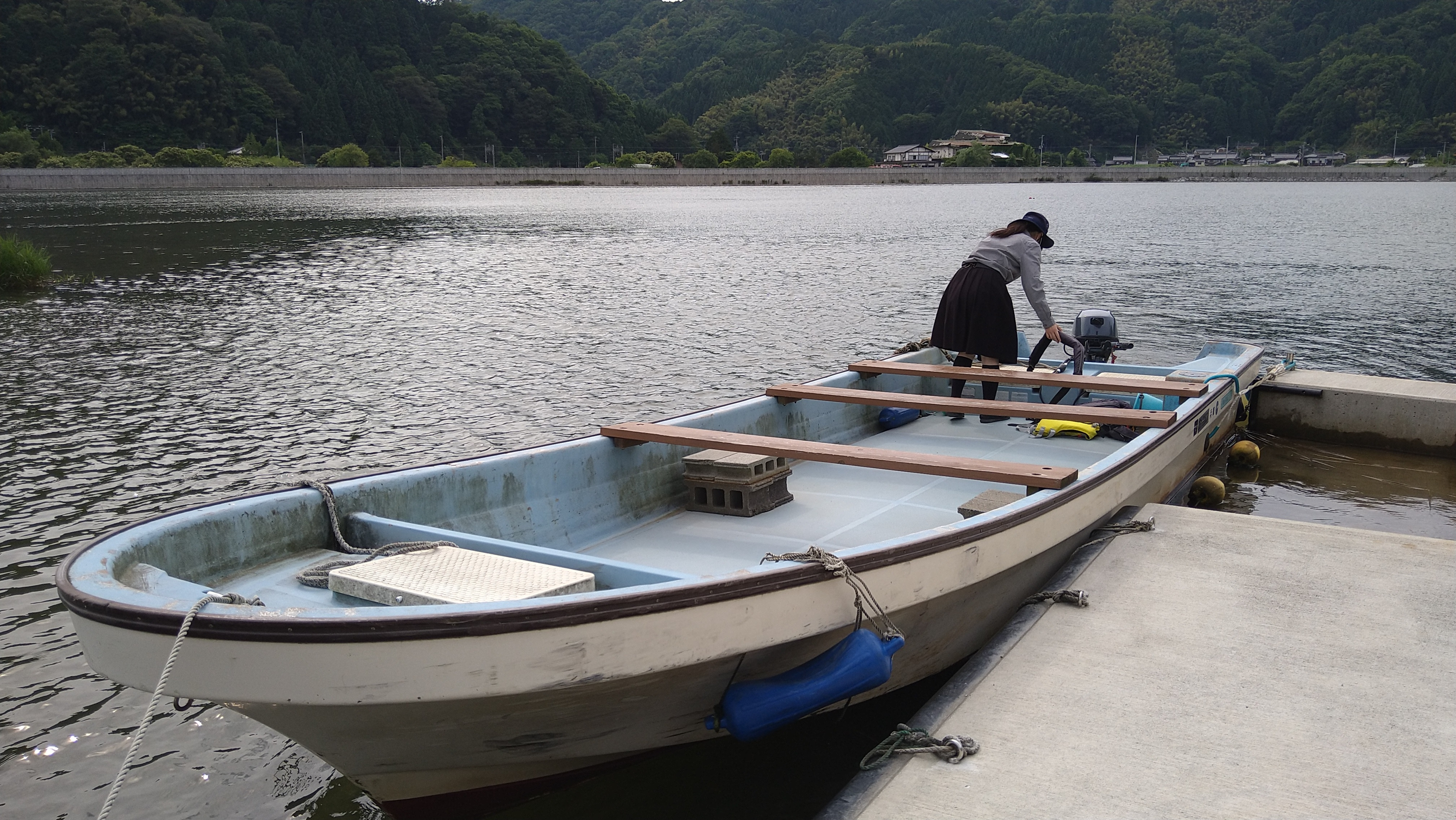
玄武洞渡船

（兵庫県豊岡市）
山陰本線玄武洞駅から円山川の対岸の玄武洞までの主に観光客の足として、玄武洞ミュージアムを運営する株式会社玄武洞観光による有料運航（大人片道500円・往復900円、小人片道300円・往復500円、幼児片道200円・往復300円）。
もともと公設により運航されていたが、1999年（平成11年）12月でいったん廃止後、2008年（平成20年）7月より当事業者により規模を縮小して運航されている。施設の開館日・開館時間に合わせて予約および施設に電話を入れることで渡船を通年利用できる。
天候不良時は休航。雨天時も運航されるが傘が必要。ベルト型簡易救命胴衣着用の必要性あり。別途費用で、10分程度の円山川沿岸の観光運航も利用できる。

##### 尾道渡船・駅前渡船など

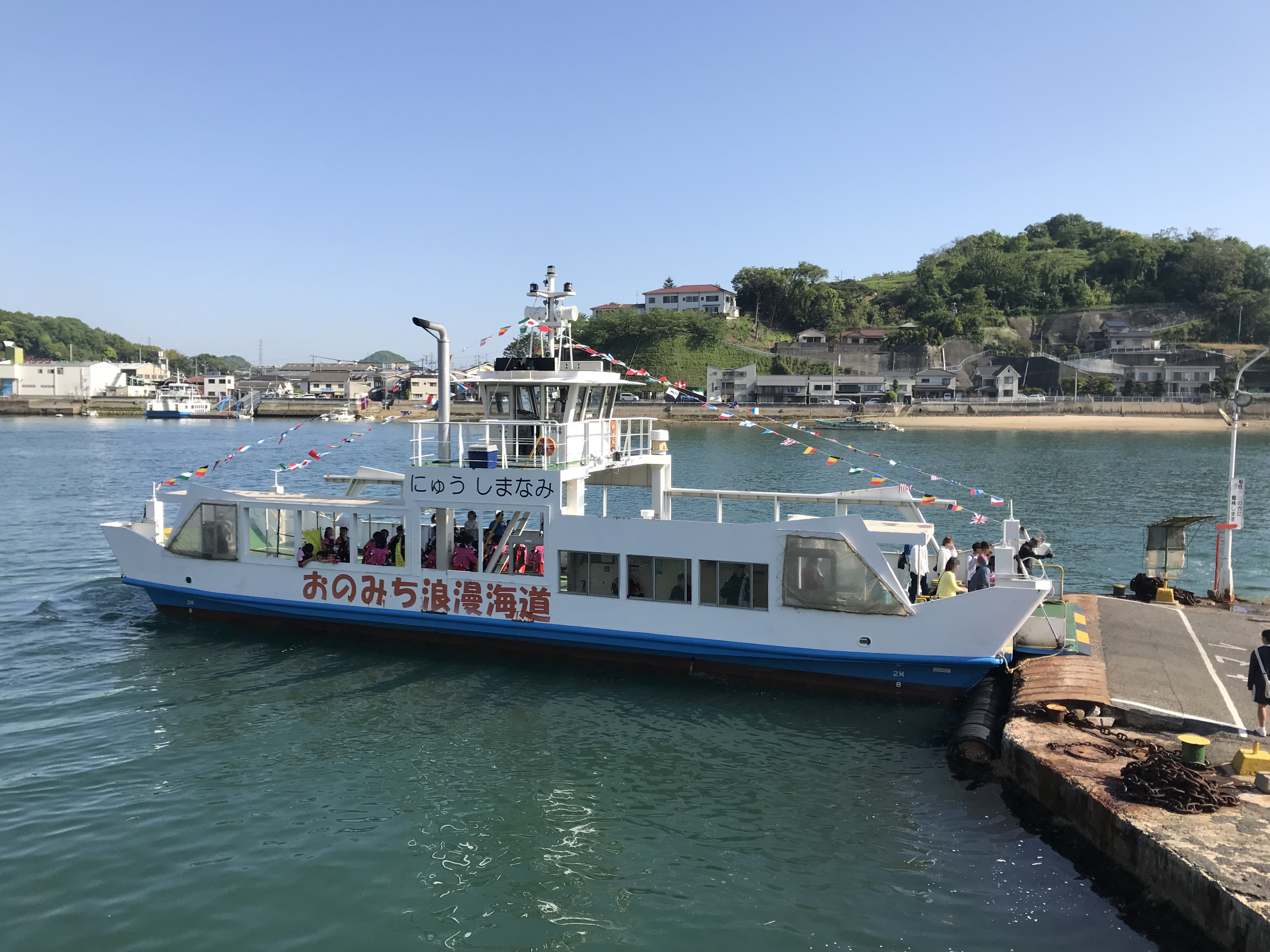
尾道渡船

（広島県尾道市）
尾道市街と、尾道水道で隔てられた向島を結ぶ3航路。民営（それぞれの航路を別の民間企業が運営）。自転車も乗船可能。一部は自動車も積載できる。有料。
※参考：尾道水道フェリーマップ - 尾道市港湾振興課

##### 鶴江の渡し

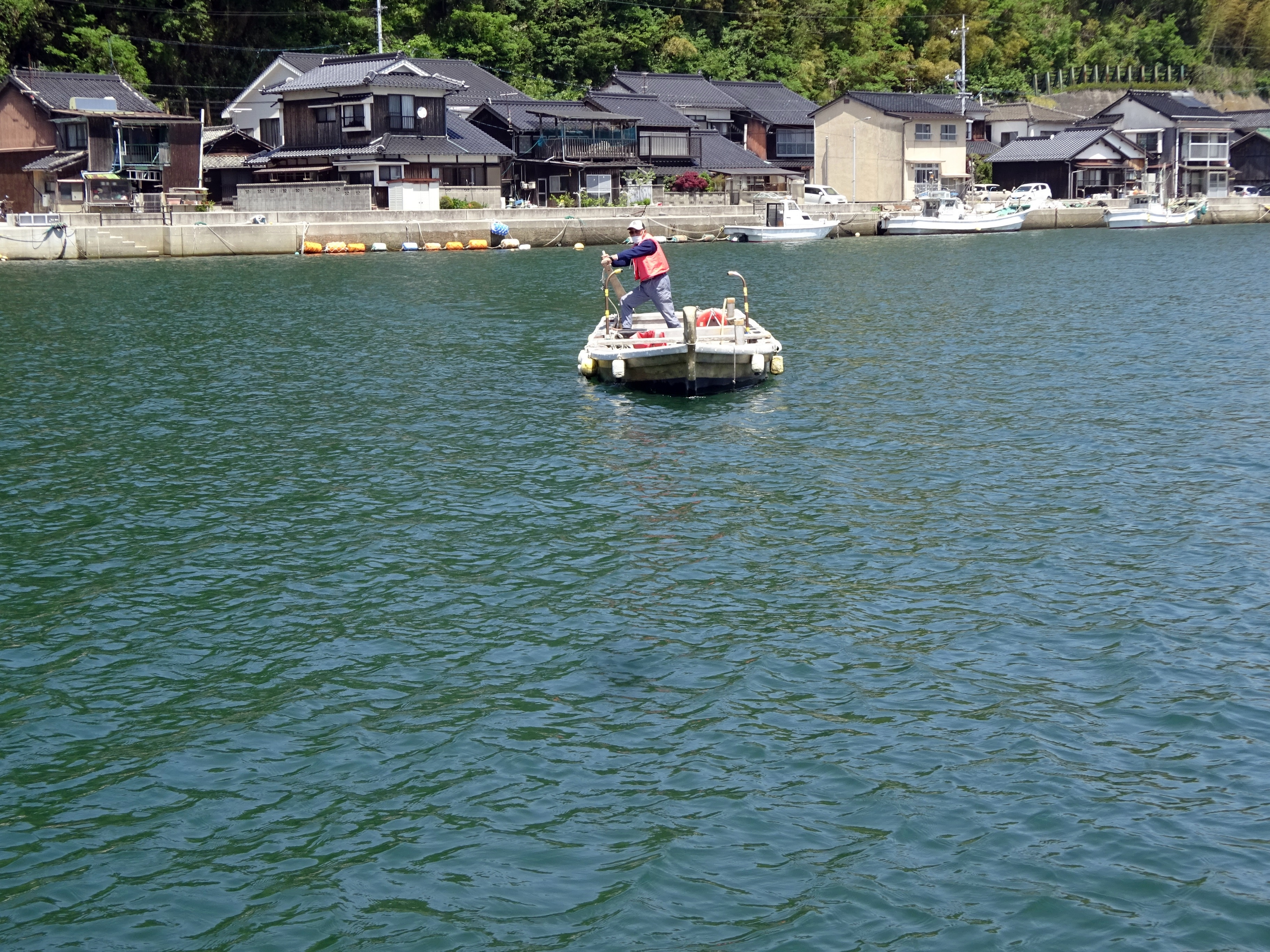
鶴江の渡し

（山口県萩市）
松本川河口付近を渡る。萩市営。自転車も乗船可能。無料。
道路渡船。人力で運航されている。
※参考：浜崎エリア紹介ページの一番下段に渡船の案内あり - 萩まちじゅう博物館推進課／NPO萩まちじゅう博物館公式HP

##### 長原渡船

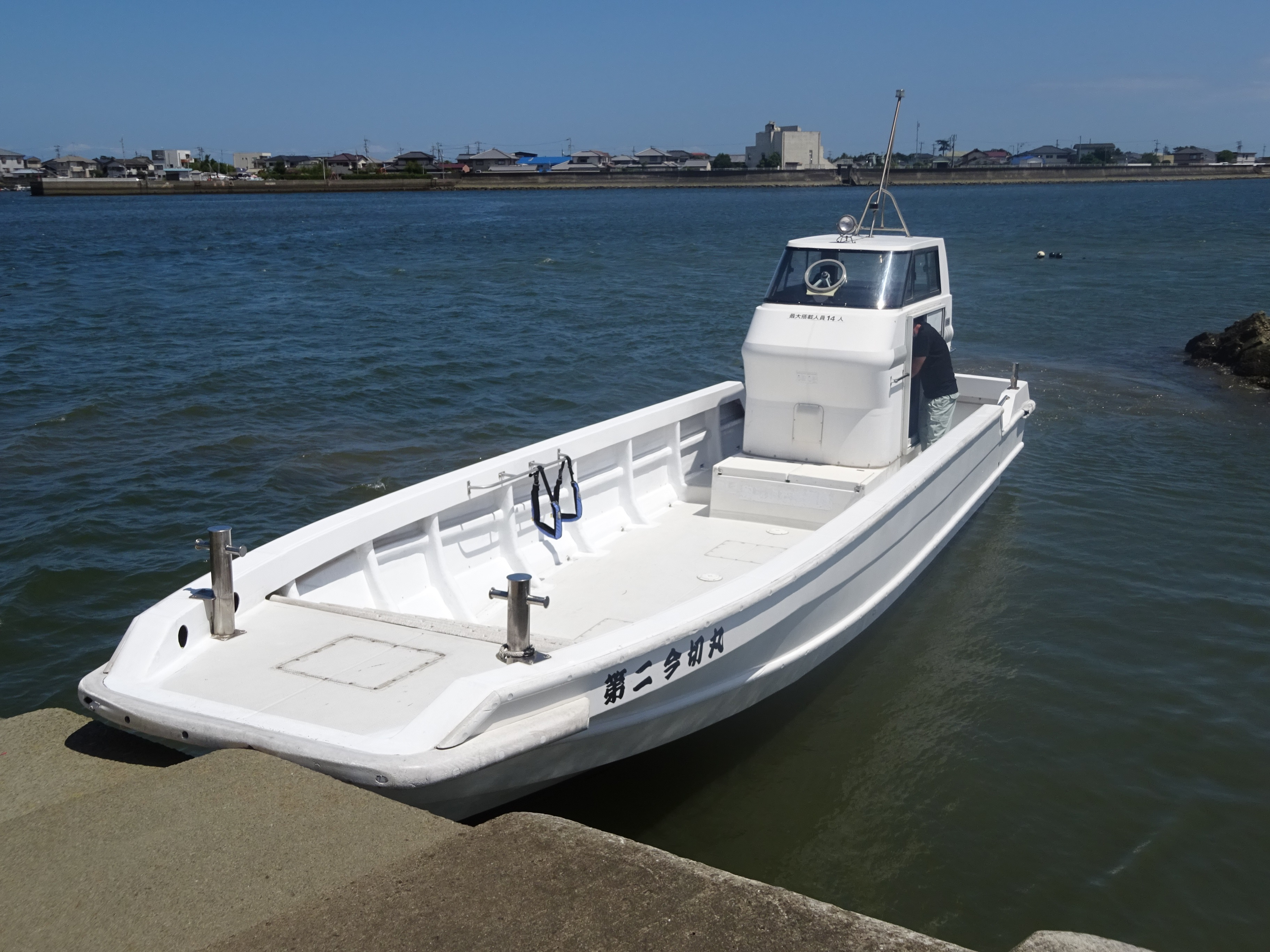
長原渡船

（徳島県徳島市 - 板野郡松茂町）
徳島県営（松茂町に運営を委託）。無料。
船は松茂町側に駐在し、6時30分から18時30分まで運航。途中に8回設定された休航時間以外は随時運航する。徳島市側から利用の際は、用意されている旗を振るなどして対岸に合図する。

##### 鳴門市営渡船

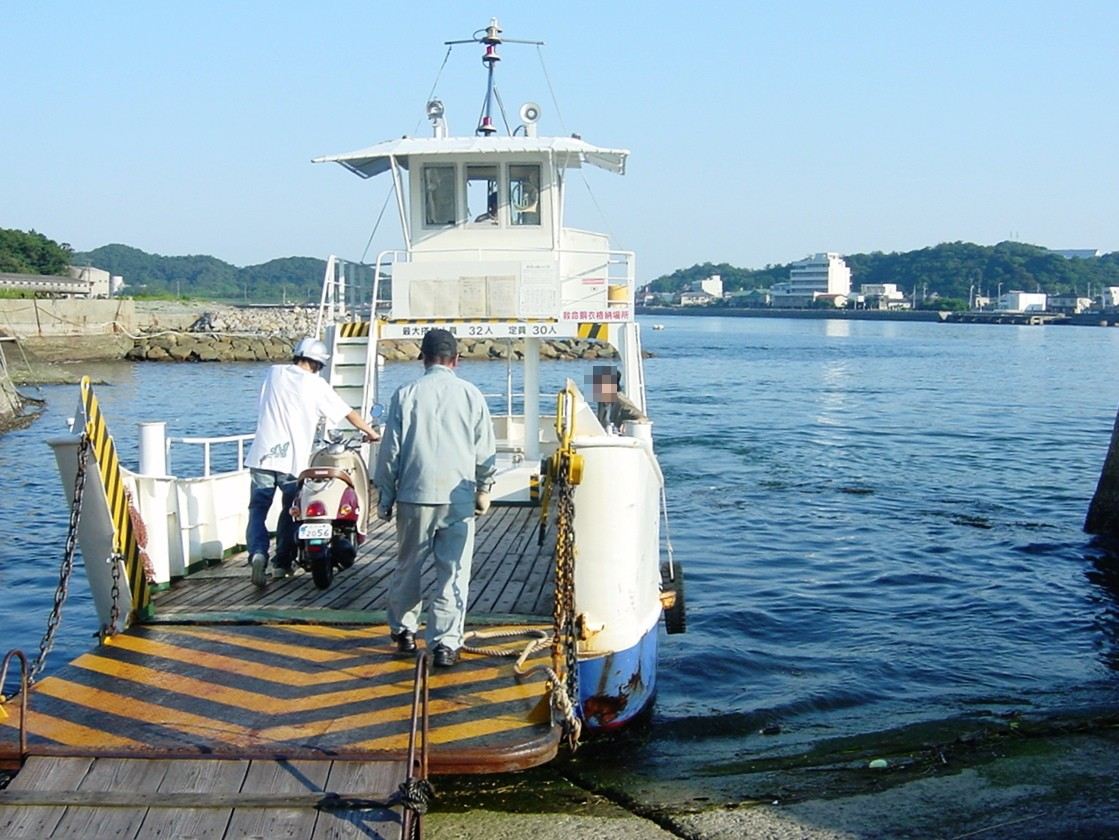
鳴門市営渡船

（徳島県鳴門市）
小鳴門海峡を渡る3航路。それぞれ岡崎渡船・黒崎渡船・島田渡船と呼ばれる。
鳴門市営だが「（有）小鳴門渡船」「（有）島田渡船」に運航を委託。無料。2003年までは市の直営だった。
※参考：渡船 - 鳴門市観光協会

##### 鳴門シーガル病院渡船

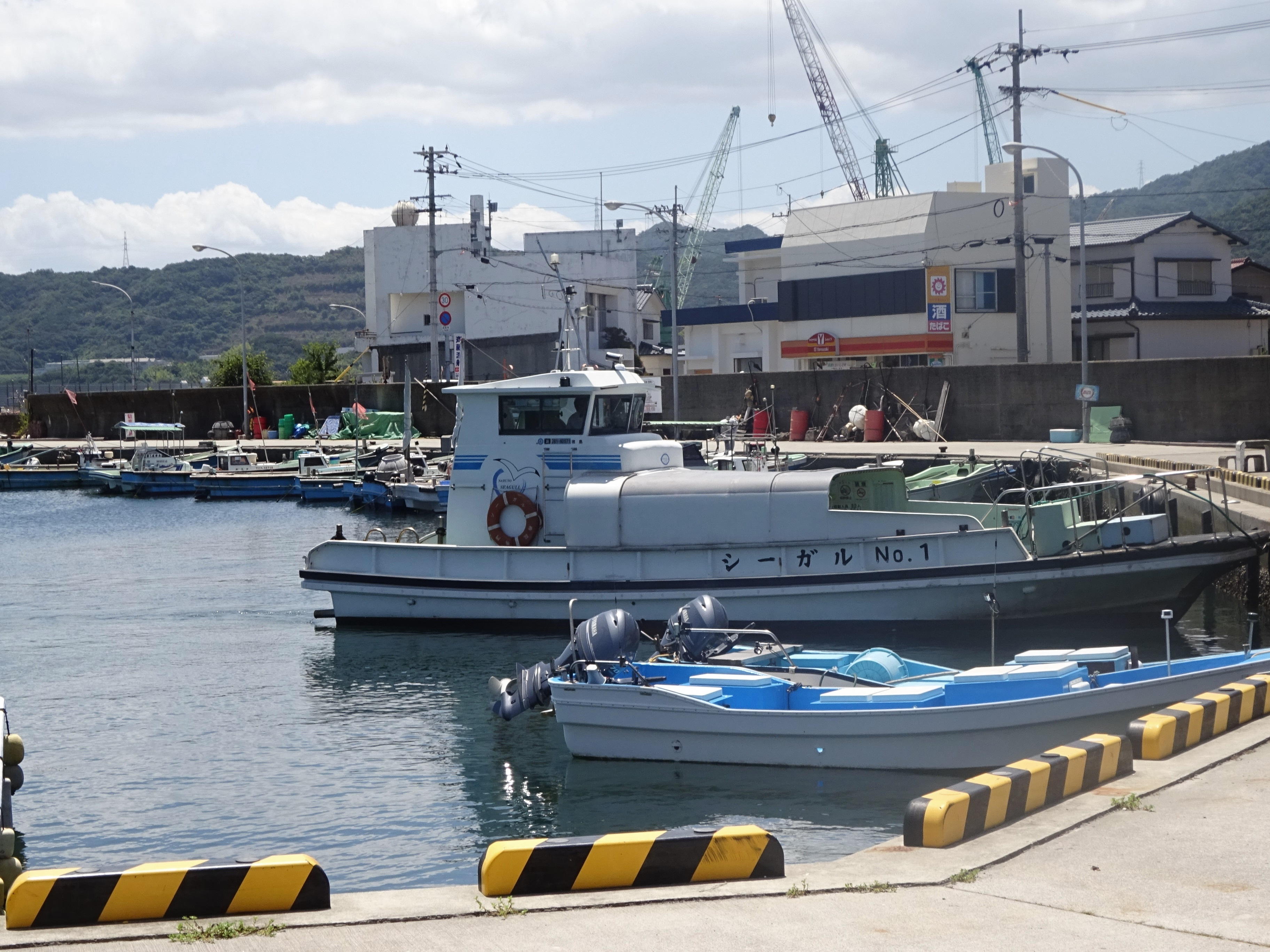
シーガル病院渡船

（徳島県鳴門市・関係者のみ）
鳴門シーガル病院を運営する社会福祉法人「小渦会」によって、鳴門市堂浦から小鳴門海峡を隔て、島田島に所在する同病院を結ぶ目的で開設されている私設渡船。
無料で乗船できるが、基本は病院関係者および患者・見舞客・出入業者に限られ、病院の性質上、乗船する場合は堂浦の乗船場で乗船目的の聴取を受ける。証明書等の書類を提示し、認められた者のみが乗船できる。
シーガルと命名されたエンジン付小型船により、午前7時30分から午後5時20分までの間に1日に随時20往復程度が運航される。所要時間は2分程度。

##### 三津の渡し（松山市営渡船）

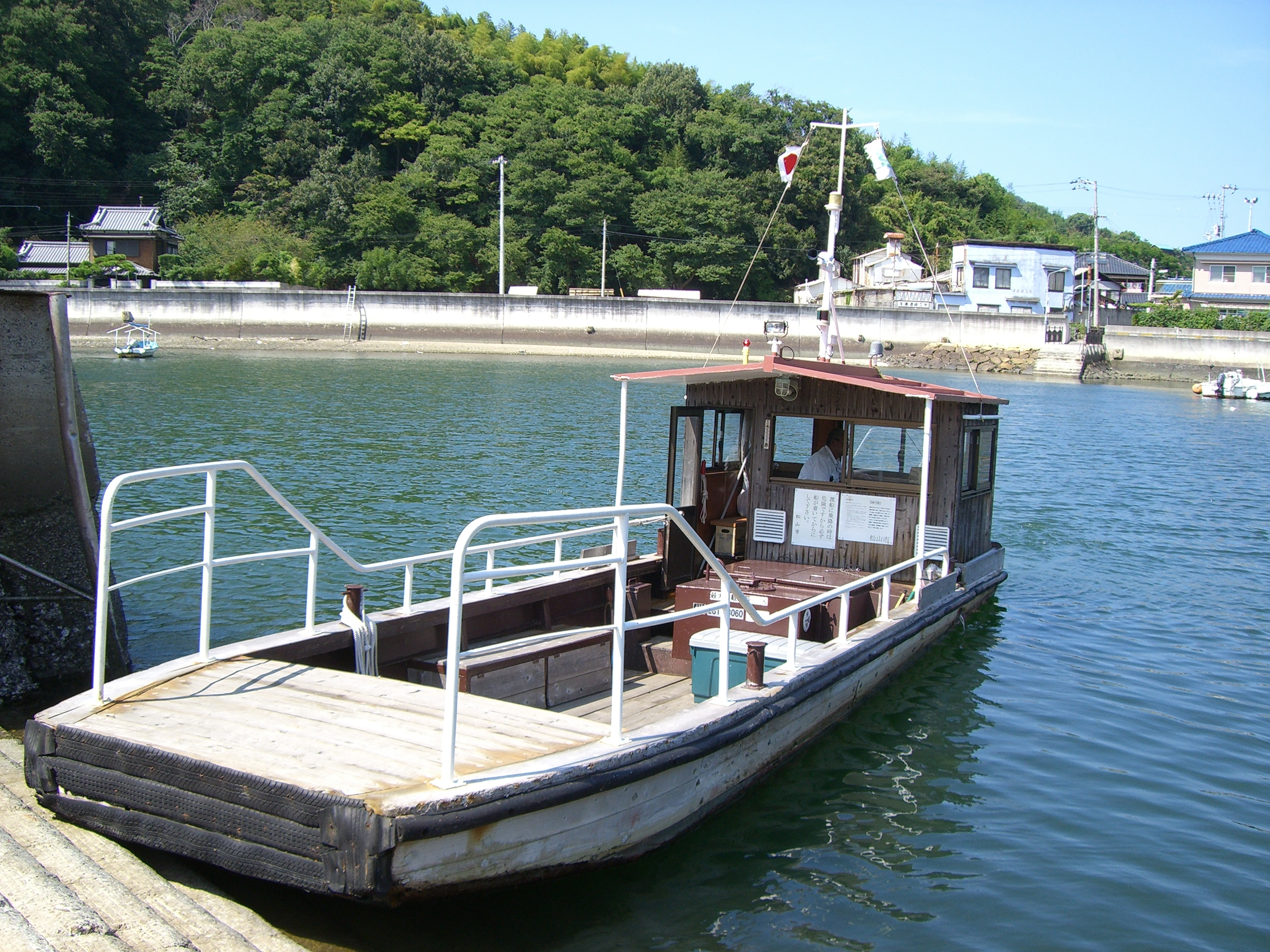
三津の渡し（松山市道高浜2号線）

（愛媛県松山市）
三津浜港の湾口を横断する三津浜 - 港山間の80mを運航。松山市営。自転車も乗船可能。無料。昔ながらの小型動力船（動力船となったのは1970年から）。
1795年には俳人の小林一茶が港山側にあった古深里洗心庵の句会に参加するため、この渡しを利用している。
映画「がんばっていきまっしょい」にも登場した。
※参考：ロケMAP 松山市営渡船 - 映画「がんばっていきまっしょい」公式サイト

##### 高知県営渡船

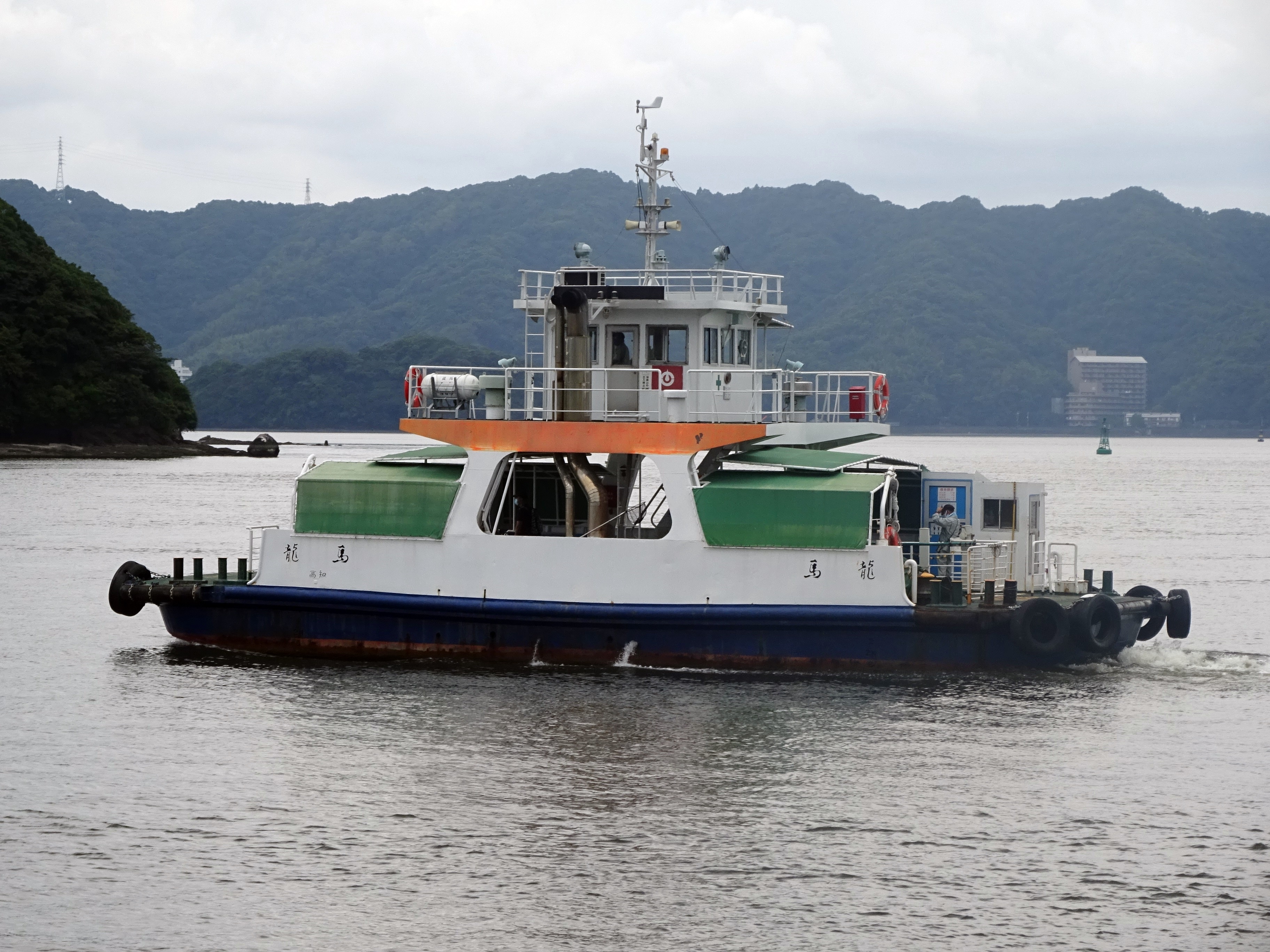
高知県営渡船「龍馬」

（高知県高知市）
浦戸湾口近くの梶ヶ浦 - 種崎を結ぶ。高知県営（民間に運航を委託）。自転車やバイク（125cc以下）も乗船可能。無料。
県道278号の一部である関係から県営となっているが、2004年から高知県が民間に運航を委託。2002年までは自動車も航送可能だった。
※参考：県営渡船のご案内 - 高知県高知土木事務所

##### 若戸渡船

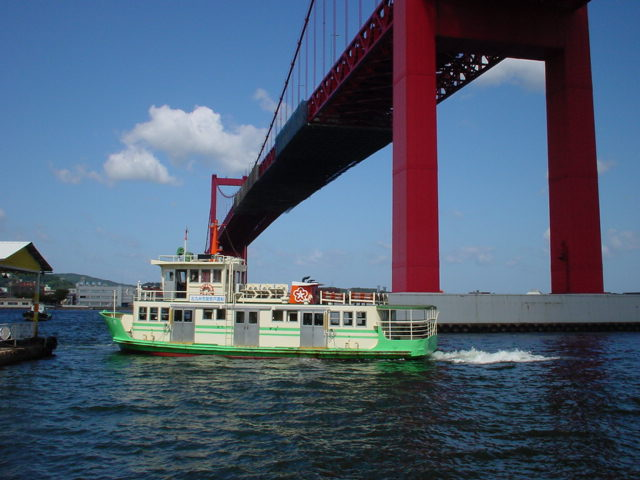
若戸渡船

（福岡県北九州市）
洞海湾沿岸の戸畑区と若松区を、若戸大橋に並行して結ぶ。北九州市営。自転車も乗船可能。有料。
なお、北九州市には「小倉渡船」もあるが、これは離島航路であり本項で扱う狭義の渡船にはあたらない。
※参考：渡船事業所 - 北九州市公式サイト

#### 一定時期のみ運航される渡船（季節運航等）
観光目的での運航が多く、そのほとんどは有料である。

##### 北上川の渡し舟
（岩手県北上市）
北上駅から徒歩10分の場所にある北上川の右岸と左岸を結ぶ。
運航は北上川景勝地さくらまつり期間中のみ。雨天や川の増水時に運休する。有料（片道350円）である。
※参考：一般社団法人北上観光コンベンション協会 - 北上川景勝地さくらまつりのサイト

##### 霧幻峡の渡し

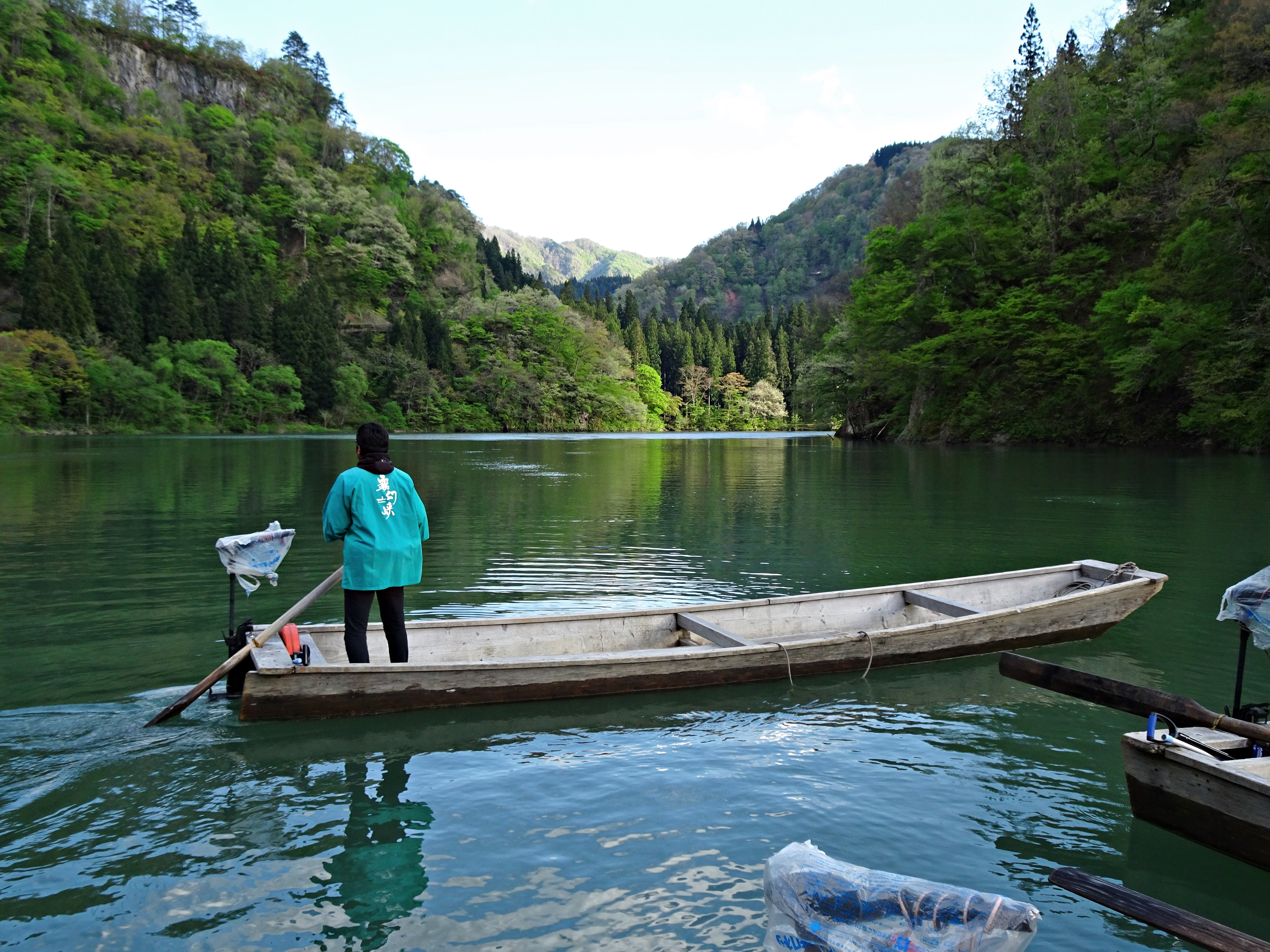
夢幻峡の渡し

（福島県金山町）
三島町早戸地区（只見線早戸駅近く）と金山町三更（みふけ）地区の霧幻峡を横断する。
1964年にいったん廃止されたが2009年、観光資源として復活した。
乗船3日前までに予約が必要。有料である。4月中旬から11月末まで運航。

##### 平の渡し

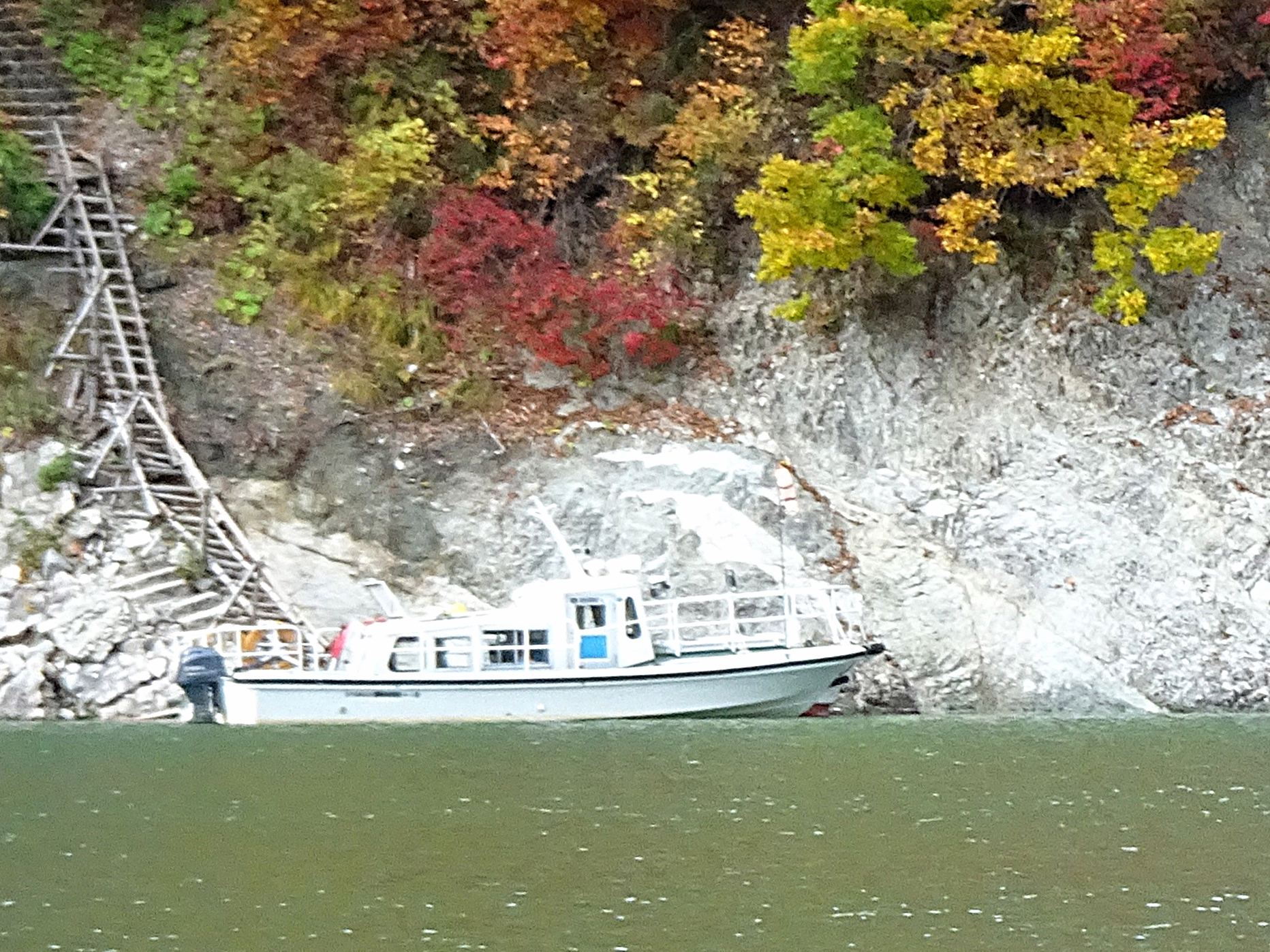
平の渡し「しらとり」

（富山県富山市）
黒部ダムの完成により黒部湖によって分断された登山道を連絡するために開設。関西電力が運営（平ノ小屋（山小屋）に運航を委託）。無料。
1日4往復運航。6月中旬から10月末までのみ運航。

##### 我入道の渡し

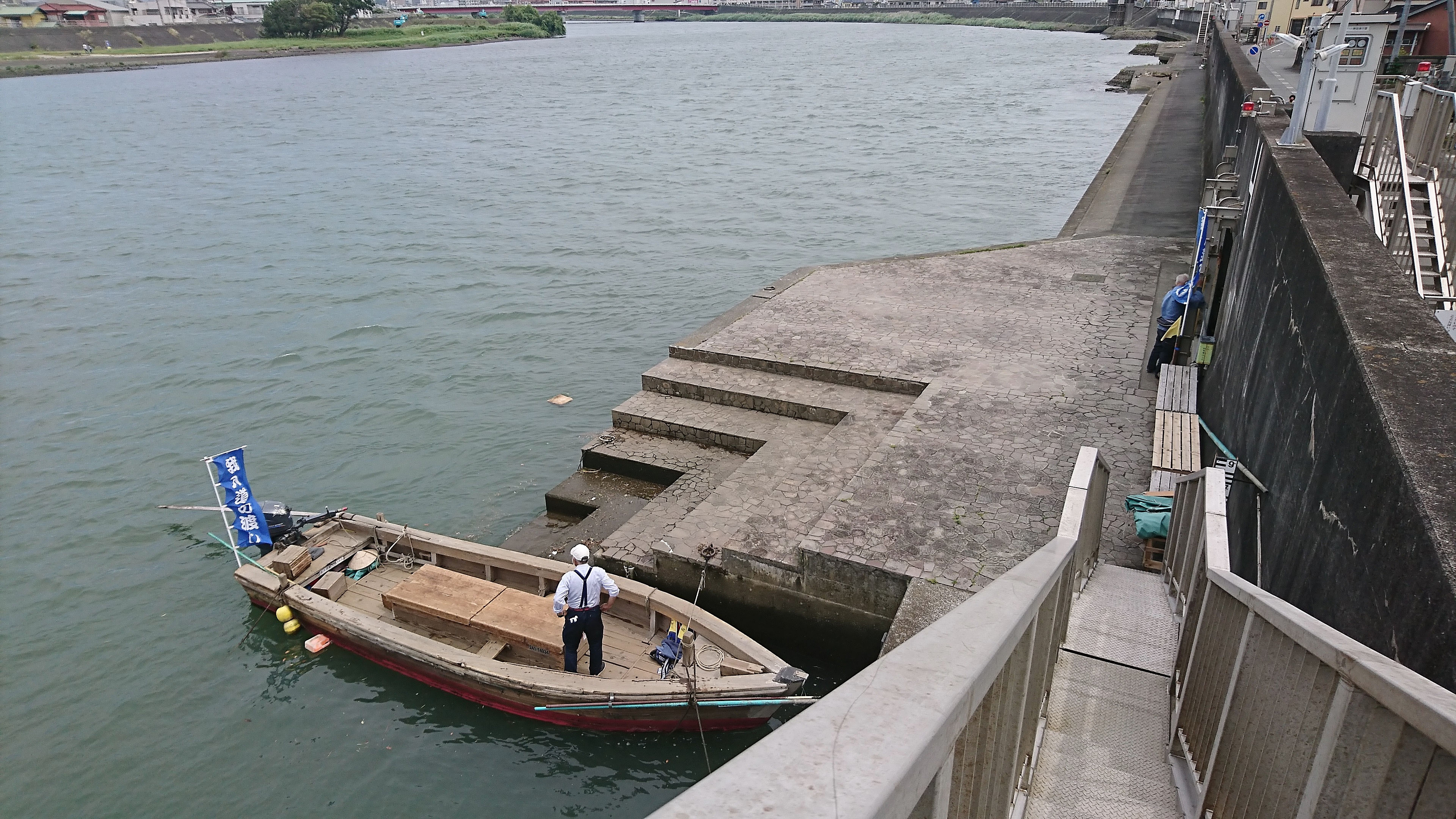
我入道の渡し

（静岡県沼津市）
狩野川河口の我入道東町から蓼原町の両岸を結んでいる。港大橋の完成により1971年に廃止されたが、1997年に復活している。1日4往復は駅に近いあゆみ橋まで運航する。有料。乗船者はライフジャケットの着用が必須であるなど、生活色は無くなっている。
平日と、6月、8月、および12月から2月までは休航。
※参考：我入道（がにゅうどう）の渡し船

##### 井川湖渡船

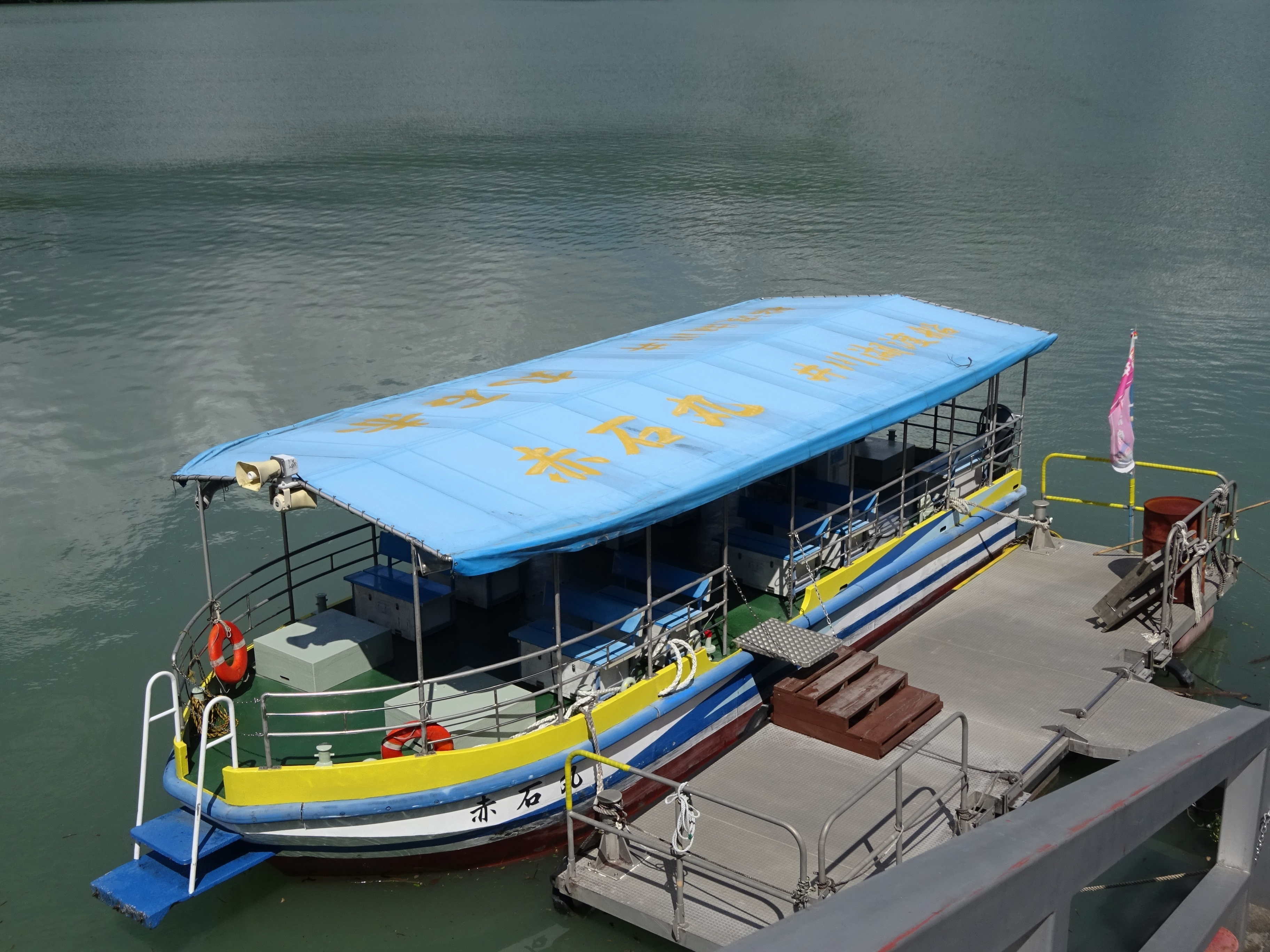
井川湖渡船「赤石丸」

（静岡県静岡市）
井川湖上で、井川駅と集落を結ぶ。静岡市営。無料。
1日4往復運航。12月下旬から4月下旬まで休航。
※参考：渡船「赤石丸」のご案内 - 静岡市公式サイト

##### 今切の渡し

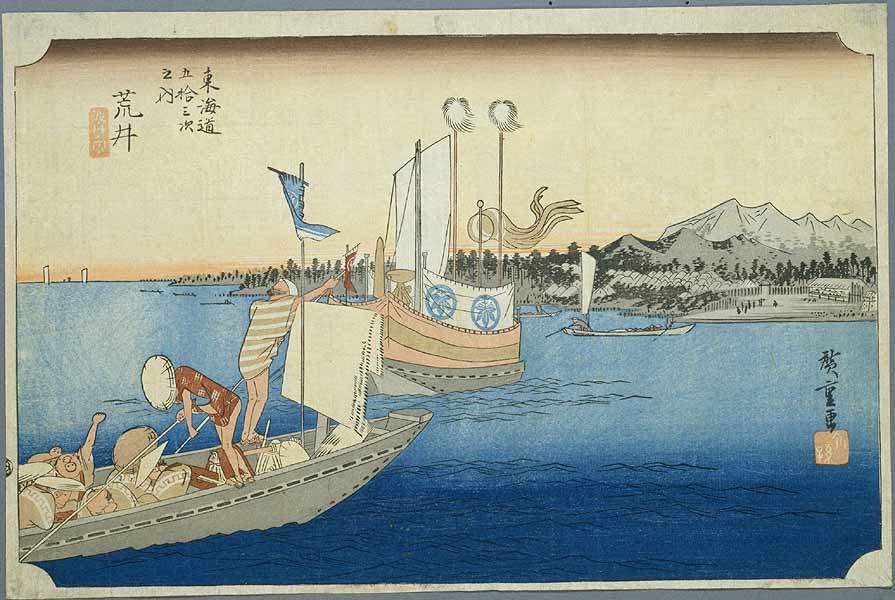
『東海道五十三次』荒井

(静岡県湖西市 - 静岡県浜松市)
明応地震（明応7年、一説には明応8年（1498年））により分断された浜名湖開口部今切地区を結ぶべく創設された。発着場に新居関所があった。1932年の浜名橋開通でいったん廃止されたが、2013年に観光資源として弁天島遊船組合により復活した。
4名以上での予約が必要。有料（1人につき1000円）。11月から3月まで休航。

##### 登山道連絡船
（三重県多気郡大台町）
旧大杉村再生協議会によって運航され、宮川ダムを横断し、大杉 - 登山口を結ぶ。
1964年にいったん廃止されたが2009年、観光資源として復活した。
運航は原則として4月中旬から11月中旬までの土曜・休日のみ。水曜を除く平日は四人以上の場合旧大杉村再生協議会へ予約が必要。有料（片道1000円）である。宮川ダムの遊覧船も兼ねる。なお、2021年8月以降休航となっている。

##### 三瀬の渡し
（三重県多気郡大台町）
三瀬の渡し保存会によって運航され、下三瀬 - 多岐原を結ぶ。
昭和30年代にいったん廃止されたが2010年、地元住民の力添えにより復活した。
利用に際しては事前に三瀬の渡し保存会へ連絡と予約が必要。料金も事前に確認のこと。

##### 安居の渡し

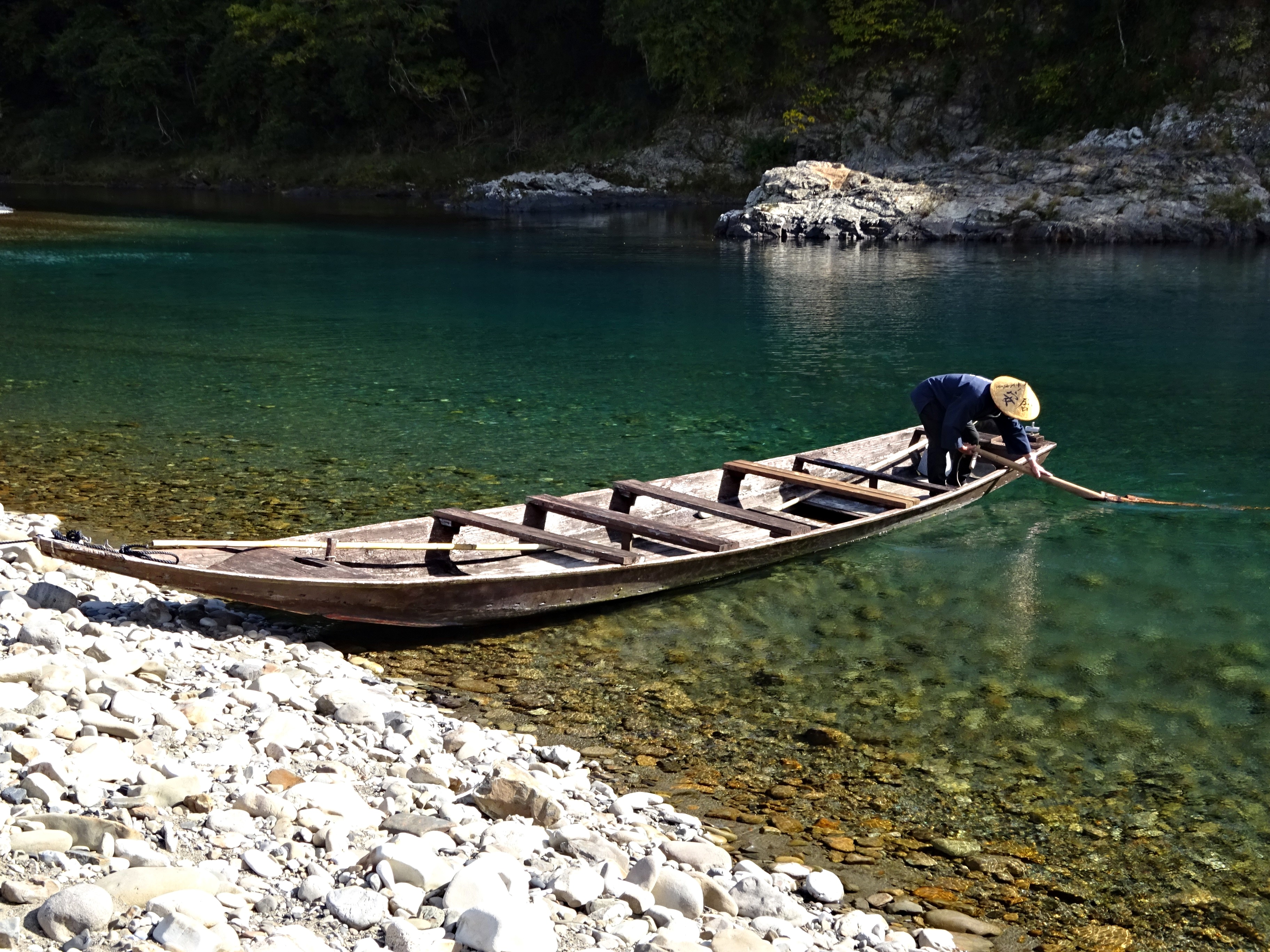
安居の渡し

（和歌山県西牟婁郡白浜町）
日置川を横断し安居と仏坂を結ぶ。熊野古道の一部をなしてきた。
1954年にいったん廃止されたが迂回路が危険である事もあって2005年10月、世界遺産登録を機に地元有志の手により復活した。
乗船3日前までに予約が必要。有料（片道500円）。
※参考：安居の渡し保存会について - 白浜町教育旅行誘致協議会

##### 映画村直行渡し船
（香川県小豆郡小豆島町）
小豆島にある道の駅小豆島オリーブ公園近隣のオリーブ・ナビ桟橋から内海湾を航行し、二十四の瞳映画村を結ぶ航路。道路が大きく内海湾に沿って迂回するため車では約30分程度かかる区間を、片道約10分程度の所要時間で結んでいる。
運航時間は9:30～16:30。電話予約を受けながら、随時運航される。料金は500円。冬季12月初旬から翌3月中旬まで休航となる。二十四の瞳映画村を運営する一般財団法人「岬の分教場保存会」が運営。

##### 臥龍の渡し
（愛媛県大洲市）
肱川の中洲にある眺望ポイントまで航行する渡し船。有料。4・5月の土曜日・休日のみの運航で、鵜飼見物用の屋形船を使用するなど遊覧船に近いが、肱川の渡しを復活させるために1980年に復活した経緯がある。
※参考：臥龍の渡し - 大洲市公式サイト

##### 下田の渡し
（高知県四万十市）
下田初崎渡しとも言う。四万十川河口付近の遍路道の下田から初崎まで運航されている。かつては市営で、有料（大人100円）であった。
市営時代は定員13人、1日5回の運航であったが、2005年にいったん廃止され、これをもって四万十川の渡しは全て消失した。
2009年に地元住民有志によって「下田の渡し保存会」が結成され、4年ぶりに渡しが復活する。30分前までの予約制で、片道500円の有料である。ただし、一時運休と再開を繰り返しているので、利用には確認が必要である。
※参考：下田初崎渡し - 四万十市公式サイト

#### 渡船でありながら水上バスの性格を併せ持つ航路（有料）

##### 須崎市営巡航船

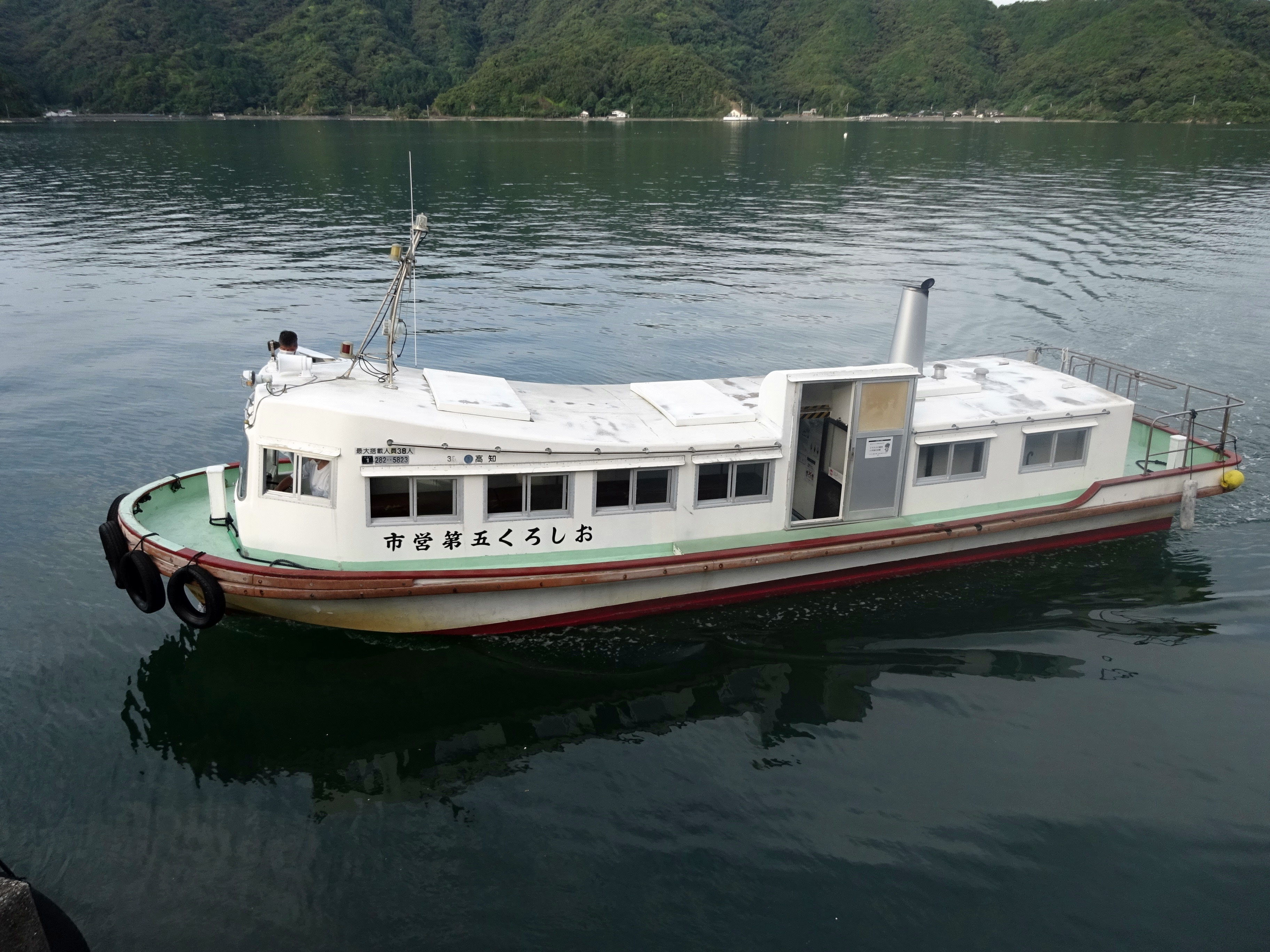
須崎市営船「第五くろしお」

（高知県須崎市）
四国本島（浦ノ内湾北岸）と横浪半島（浦ノ内湾南岸）の各集落9か所を結び、水上バスの性格も併せ持つ。
通学を目的に1957年に開設されたが一般客も乗船可能。もともと遍路道の一部として同ルートの航路があった。
有料（片道200 - 640円）である。
※参考：巡航船/須崎市 - 須崎市公式サイト

##### 福岡市営渡船博多 - 志賀島航路

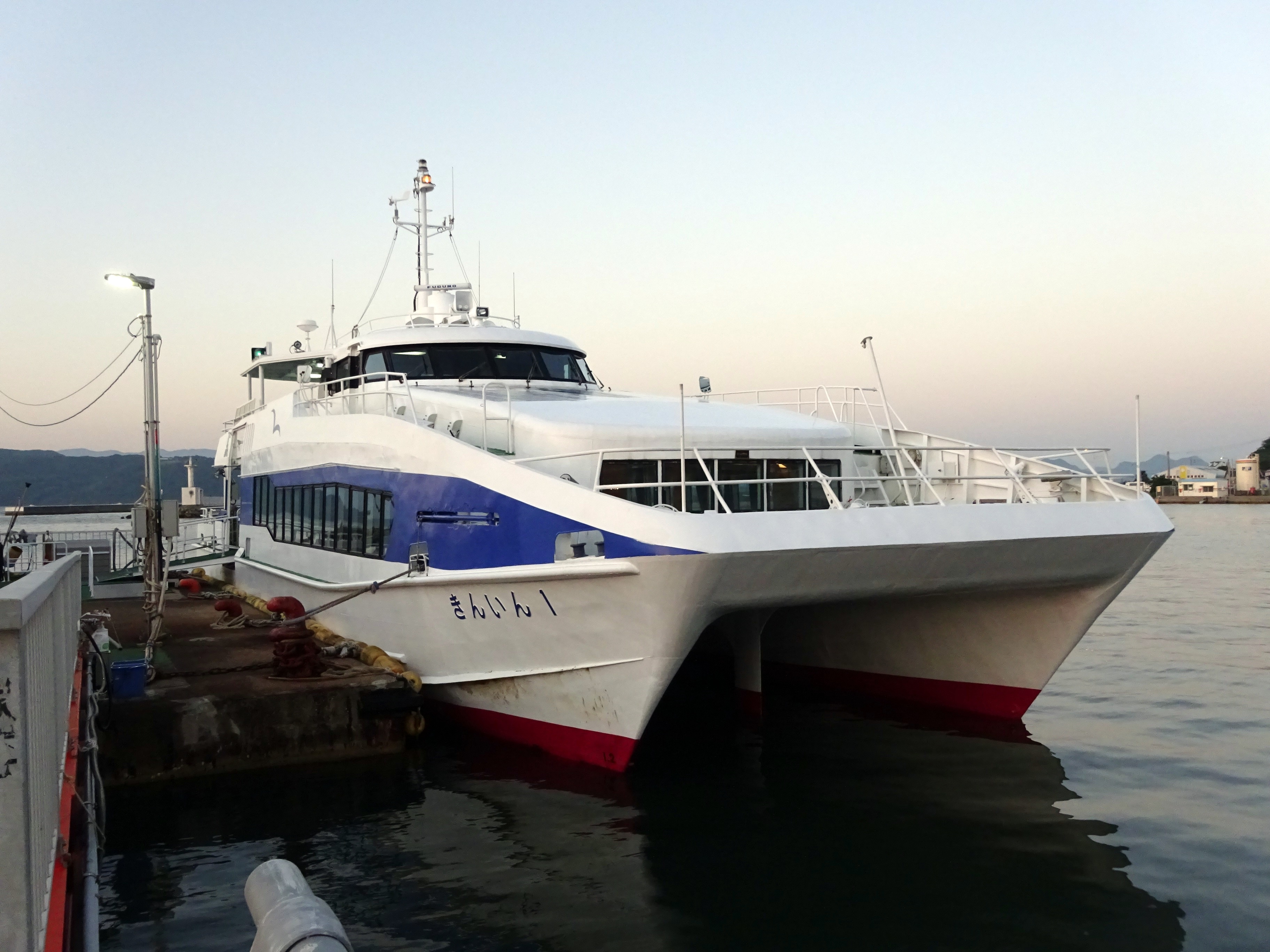
福岡市営渡船「きんいん1」

（福岡県福岡市）
九州本島とは陸続きの志賀島や西戸崎を結ぶ。福岡市営。有料。
高速船タイプの船舶を利用しており、航行距離も長く、渡船を名乗ってはいるが他の渡船とは異質である。
福岡市営渡船には他に姪浜 - 能古島・小呂島航路や博多 - 玄海島があるが、これらは離島航路であり本項で扱う狭義の渡船にはあたらない。
※参考：福岡市営渡船 - 博多港公式サイト

##### 松浦市福島～浦の崎航路

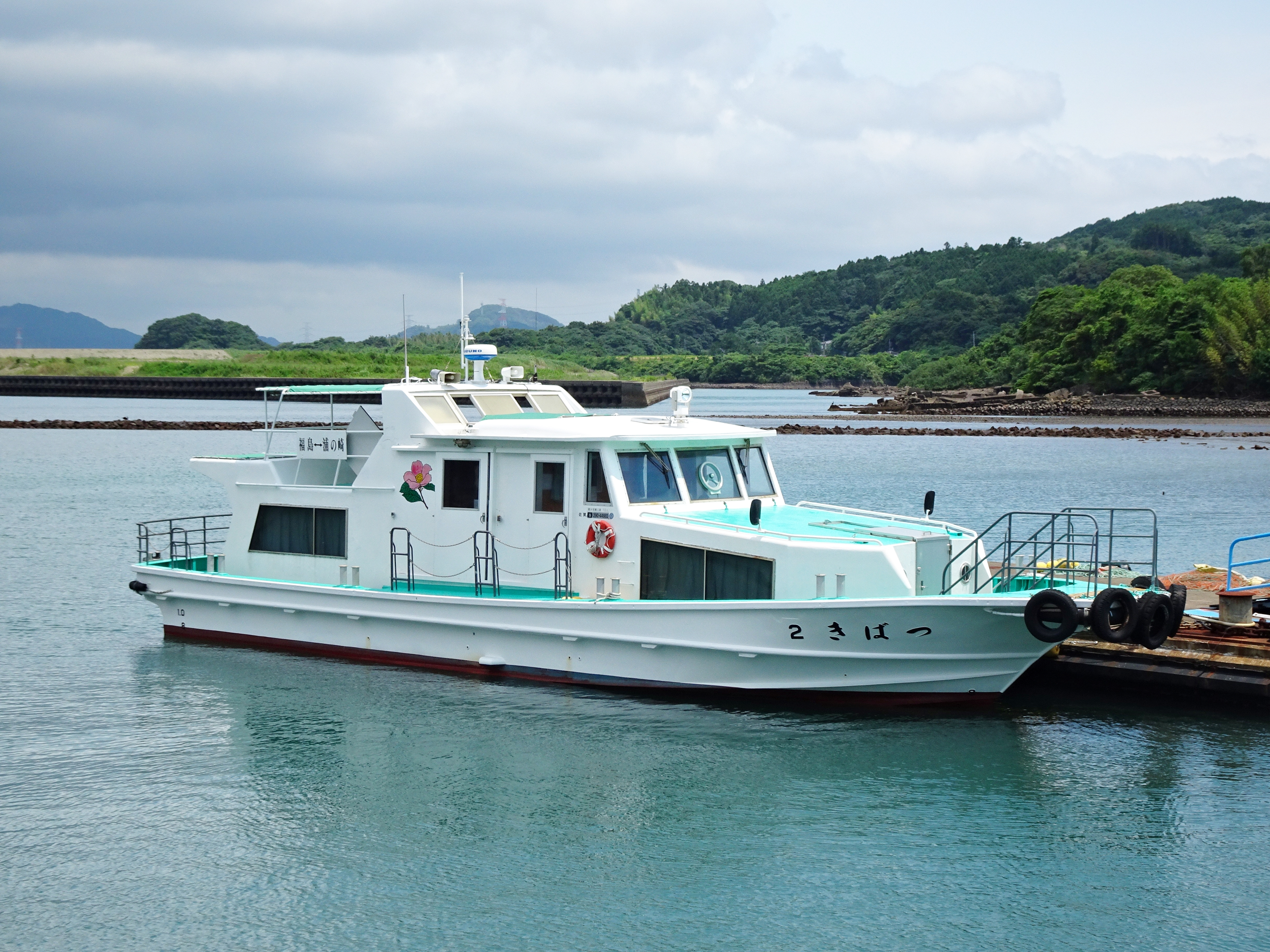
金子回漕店「つばき2」

（長崎県松浦市福島町 - 佐賀県伊万里市）
九州本島とは福島大橋を介し、陸続きとなっている福島と伊万里市の浦ノ崎港を直接結ぶ渡船。伊万里湾を横断。（有）金子回漕店による運航で、長崎県が補助金を出している。
一日8便が運航される（土日は7便）。有料460円。
- なお、同じく九州本島と鷹島肥前大橋を介し、陸続きの鷹島と松浦市の今福港・御厨港を結ぶ渡船（鷹島汽船運営）があるが、直接結ばれておらず、離島（飛島・黒島 ・青島）航路の性格が強く、ここでは割愛する。

##### 瀬川汽船

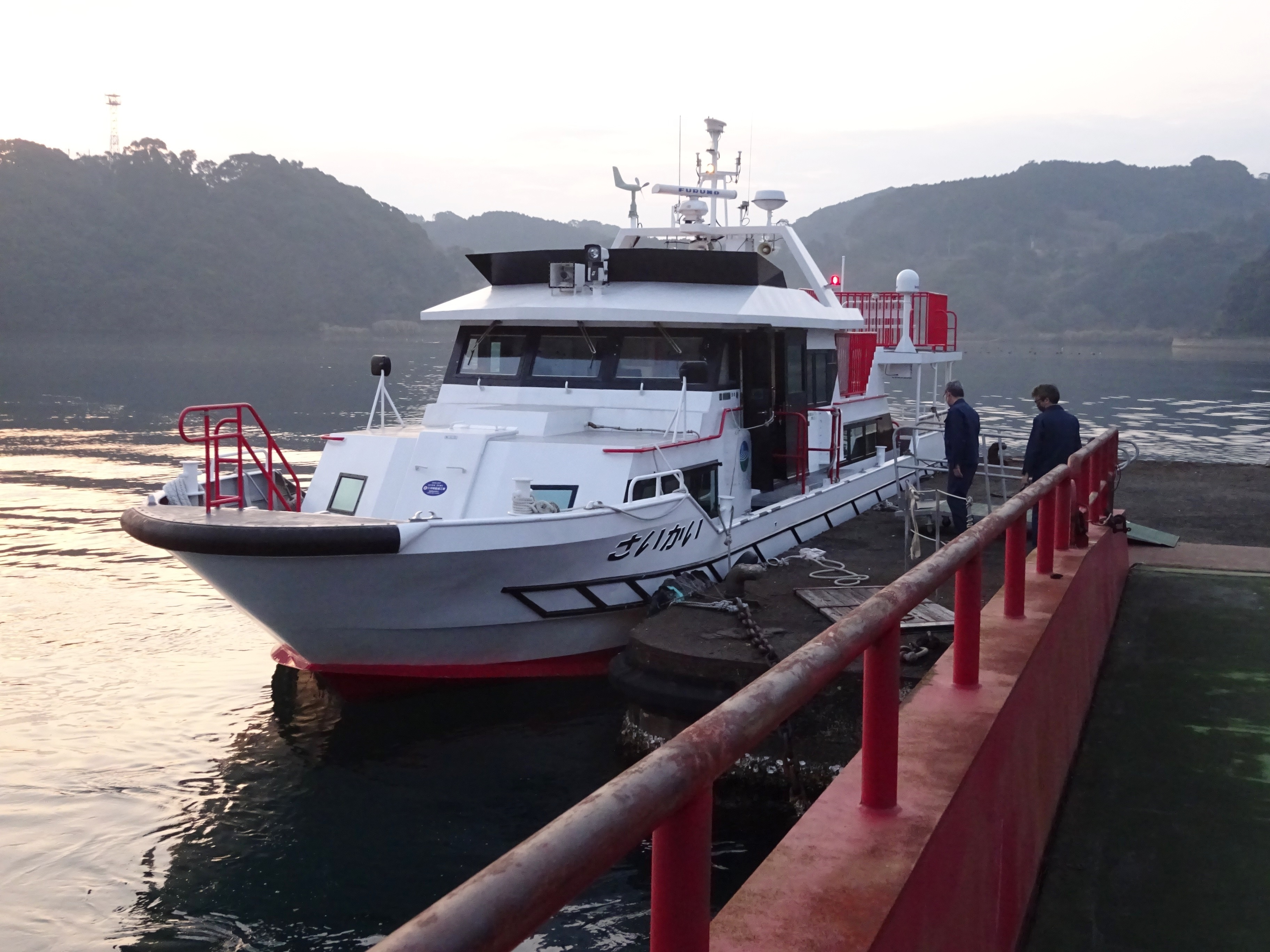
瀬川汽船

（長崎県西海市）
佐世保から西彼杵半島の旧西海町を結ぶ。
1971年までは西海町渡船という公営渡船だった。1972年に民営化され瀬川汽船となった。
高速船による運営となっており一般的な渡船のイメージとは異なるが、通勤利用も存在する。
※参考：瀬川汽船公式サイト

##### 対馬市営渡海船

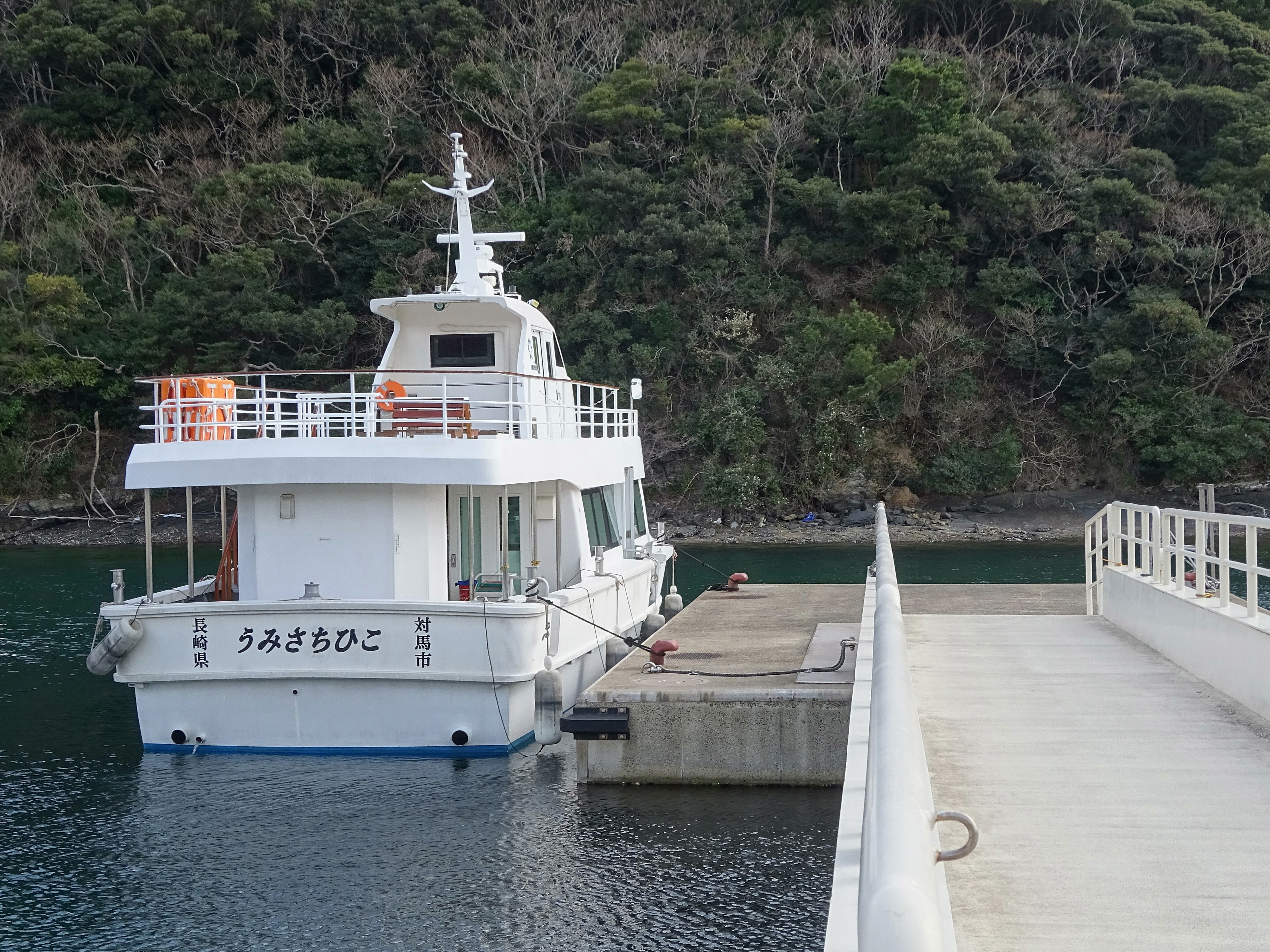
対馬市営渡海船

（長崎県対馬市）
対馬上島の仁位港を起点として運航される渡海船。長崎県対馬病院がある下島の長板浦港を終点とする航路で、通院船および水上バスの性格を併せ持つ。浅茅湾沿岸の6集落に寄港し、主に高齢者・障がい者の通院などに使われる渡船である。
主力船は2015年（平成27年）5月に就航した「うみさちひこ」。就航の前年に長板浦待合所を建設している。しかしながら過疎化の影響で利用者が減り、現在は平日2往復、土日は往復1便まで減便された。
運航の合間をぬって月曜日から金曜日は9時から12時までの間並びに土曜日、日曜日及び祝日は9時から15時までの間、浅茅湾周遊観光としての貸切や乗合遊覧も行っている。

### 廃止・休止された渡船

#### 近年に廃止・休止された渡船

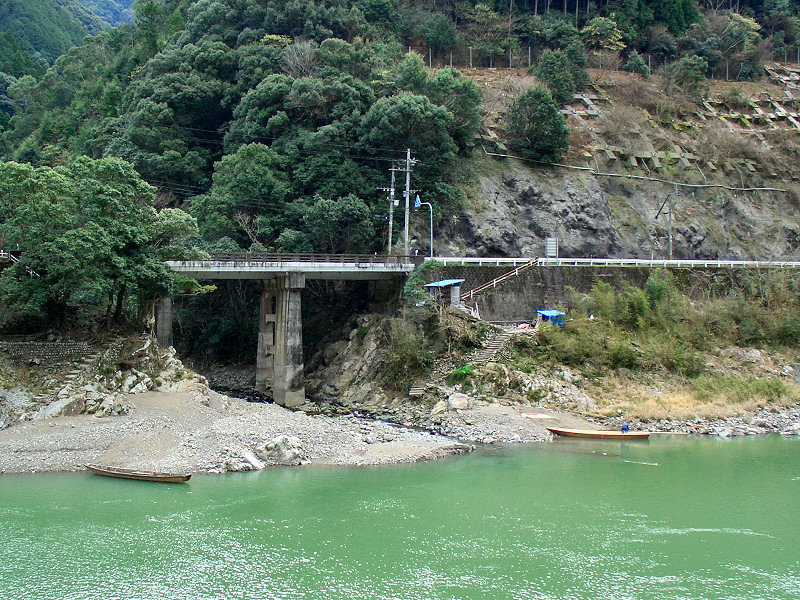
瀬戸石駅駅前の渡船

石狩川渡船（北海道旭川市江丹別町）
石狩川右岸の旧江丹別村と左岸の旭川市忠和を結んだ。1900年（明治33年）私設渡船として開設。渡船としてはバス（道北乗合自動車）を載せる珍しい映像が残る。直径3cmのワイヤーを川幅約100Mに張り、自然の流れを利用した渡航方法で所要時間は約10分程度。渡船自体は現在の道道98号線の一部であり、1957年（昭和32年）12月に江神橋が完成。これに伴い渡船が廃止となった。
美浦渡船（北海道美唄市 - 樺戸郡浦臼町）
石狩川左岸の美唄市中村地区と浦臼町晩生内地区を結んだ。美唄市と浦臼町の共同運営。人のみ乗船可能であり、無料であった。
2005年10月10日に一旦廃止されたが、その後北海道の開拓遺産として観光用に復活。乗船名簿に記入の上ライフジャケットを着用するなど生活色は無くなり、6月から9月にかけての土日・祝日を中心に1日3回運航していた。確実に利用するためには予め船頭の携帯電話に予約電話を入れる必要があった。2011年3月26日の北海道道1159号美唄浦臼線「美浦大橋」の開通に伴い関係両市町で協議した結果、船頭の高齢化もあり2011年9月25日限りで96年の歴史に幕を下ろし、これにより北海道から渡し船はすべて姿を消した。
※参考：さようなら美浦渡船　ありがとう国田さん - 浦臼町公式サイト(pdf)
重兵衛渡し（北海道江別市）
石狩川左岸の江別市大川通と右岸の江別市美原を結んだ。1889年（明治22年）私設渡船として美原地区開拓のために開設。「重兵衛」の通称は、北海道庁の許可を得て渡船業を始めた福井県出身の開拓者「武田重兵衛」に因む。1950年（昭和25年）3月に江別町道「一原渡船場道路」として認定されたのち動力船化、1971年（昭和46年）年3月に廃止。
石狩渡舟（北海道石狩市）
江戸時代から石狩川河口部で運行されていた国道231号の渡船。1978年に廃止。
旅来渡船（北海道十勝郡浦幌町－中川郡豊頃町）
国道336号の渡船。国道で最後の渡し船（海上国道区間を除く）であったが、1992年に廃止。詳細は渡船国道を参照。
豊里・津山渡船（宮城県登米市旧豊里町 - 旧津山町）
鴇波の渡し・北上川の渡しなどとも言う。1931年から国営で運営され、次いで旧豊里町と旧津山町の共同運行になり、合併により登米市営となったが、実際の運航は豊里-津山渡船協議会に委託されていた。両岸は気仙沼線の鉄道橋はあるものの、道路橋がないための運航であった。廃止直前には1日11往復の運航ダイヤ（日曜日は運休）が組まれていたが、1人も利用者がいない日が増えたことに加えて船頭の高齢化により2010年6月4日に廃止され、79年間の歴史に幕を下ろした。
※参考：豊里〜津山をつなぐ渡し船 多くの思い出とともに長い歴史に幕 - 登米市公式サイト(pdf)
山田の渡し（宮城県石巻市）
樫崎・山田の渡しとも言う。旧桃生町の飛び地である北上川左岸の山田地区と桃生町中心部側の樫崎地区を結んでいる。桃生町営から市町合併により現在は石巻市営であるが「山田船場維持組合」に運営委託している。主な利用者は通学時の小中学生であったため、通学需要のない日曜日は運休していた。船頭の死去による後継者問題により、休止され、生徒はスクールバスで通学するようになった。事実上、廃止に近いが制度は残っている。
小山の渡し（宮城県柴田町 - 亘理町・角田市）
東北本線の駅がある柴田町槻木地区と対岸の亘理町小山地区・角田市鳩原地区の境界付近を結んでいた。宮城県営渡船最後の渡し舟であったが、1995年7月7日の槻木大橋の開通に伴い廃止された。
島村渡船（群馬県伊勢崎市）
利根川右岸にある伊勢崎市の飛地と左岸（伊勢崎市の旧境町中心部側）を結ぶ。かつては群馬県営（伊勢崎市に運航を委託）であったが、2012年4月に伊勢崎市に移管された。川舟タイプの船を使用。人のみ乗船可能であり無料だった。
台風被害などによって運航が左右され、市が16年、復旧に約4500万円を投じた経緯がある。冬場は強風などのため運航できないケースが多く、2018年度以降は春から秋のみ運航であった。
2019年10月の台風19号（令和元年東日本台風）により船着き場や航路が被害を受けたため、2020年以降は休航となっており運航が再開されることはなく、2022年3月の定例市議会の採決を経て、同年4月をもって正式に廃止された。
※参考：伊勢崎市・島村渡船 - 伊勢崎市公式サイト
波崎町営渡船（千葉県銚子市 - 茨城県波崎町）
銚子大橋の下の利根川両岸を結んでいたが1996年1月末で休航。
津宮渡船（千葉県香取市）
利根川の両岸を結んでいた、主に通学用の渡船。2007年3月末で廃止。
富田渡船（千葉県香取市）
利根川左岸にある香取市の富田新田地区と左岸の旧小見川町中心部側を結んでいた。地元渡船組合の運営。自転車やバイクも乗船可能。有料。
2013年3月末で廃止。
隅田川の渡し（東京都）
防衛上の理由から架橋が制限されていたため多くの航路が就航し、最盛期の明治時代初期には20航路以上が就航していた。1966年に廃止された「汐入の渡し」をもって、隅田川から渡し船は消滅。
菅の渡し（東京都調布市 - 神奈川県川崎市多摩区）
多摩川に架かる京王電鉄相模原線の鉄橋沿いに運航された。1935年（昭和10年）、矢野口の渡しと下菅の渡しが統合し、菅の渡しとして1973年（昭和48年）まで存続した。
その後、地元の貸しボート店によって有料で、京王閣競輪場で競輪が開催される日のみ、「（通称）競輪場の渡し」として、船外機を取り付けた船舶により10名以下の客を乗せ運航された。
一般客の利用も可能だったが、競輪場の対岸（稲田堤）にある駐車場に駐車した競輪場来場者を主な対象としていた。2017年（平成29年）頃、貸しボート店の休業により事実上廃止となり、稲田堤側の待合小屋も撤去された。
塚間の渡し（静岡市清水区）
かつて、東海道の宿場町であった興津から、対岸の三保半島の東側にある塚間を結んだ。鎌倉時代から続いた歴史ある渡し船であり、御穂神社や名勝三保の松原を周遊する人々が利用した。
現在は、興津からではなく清水港・江尻から三保湾を渡り三保半島・塚間を結ぶ水上バス（塚間航路、富士山清水港クルーズ社運航）がその役割を果たしている。工業地帯を結ぶため通勤利用があり、朝夕のみの運航である。そのため日曜日は休航となる。
如意の渡し（富山県高岡市 - 射水市）
小矢部川を渡る。伏木港湾交通が有料で運営していた。伏木万葉大橋の開通により2009年8月2日を最後に廃止。
葛木渡船（愛知県愛西市）
木曽川を渡っていた。愛知県営。無料。
愛知県営道路渡船（愛知県道119号）。後述の森下渡船のすぐ隣にあった。
2011年3月末をもって運行廃止。
森下渡船（愛知県愛西市 - 岐阜県海津市）
長良川を渡る。岐阜県営。無料。
岐阜県営道路渡船（岐阜県道119号）。前述の葛木渡船のすぐ隣にあった。後述の日原渡船（長良川側）と船を共用していたため、2日前までの完全予約制となっていた。
2011年3月末をもって運行廃止が決定した。
日原渡船（塩田の渡し）（愛知県愛西市 - 岐阜県海津市）
木曽川及び長良川を渡る。航路は前述の葛木渡船・森下渡船と同様に、並行して流れる両河川に分かれているが、こちらの場合は同じ名称であった。但し、木曽川側には「塩田渡船」の別名がある。愛知県営（木曽川）、岐阜県営（長良川）。無料。
木曽川側は愛知県営道路渡船、長良川側は岐阜県営渡船（愛知県道120号・岐阜県道117号）。長良川側の渡船は前述の森下渡船と船を共用していたため、2日前までの完全予約制となっていた。
2011年3月末をもって運行廃止。
嵐山の渡し（京都市右京区 - 西京区）
嵐山公園（亀山地区）入口の階段付近の乗り場より、桂川対岸へ渡る渡し船。嵐山通船による運航であった。受付時間12:00～15:30、大人400円。
2020年度より、コロナ禍の影響で休航。再開のめどが立たたないまま実質上廃止となった。
山崎の渡し（大阪府島本町 - 京都府八幡市）
淀川の両岸を結んでいた渡船。江戸時代以前には山崎橋が架かっていた。谷崎潤一郎の小説『葦刈』にもこの渡船が描写されている。1962年に廃止。
平田の渡し（大阪市東淀川区 - 大阪市旭区）
淀川の両岸を結んでいた大阪市の公営渡船の航路の一つ。豊里大橋の開通により1970年に廃止。淀川で最後の渡し船だった。
境水道渡船（鳥取県境港市）
境港市相生町岸壁と松江市美保関町宇井岸壁間の境水道両岸を結ぶ。1時間1-3本程度。有料。自転車積載可能。
2007年3月末で休航となっているが事実上の廃止。
※参考：境水道渡船 - 境港市観光協会
矢田の渡し（島根県松江市）
大橋川を渡る。 有限会社矢田渡船観光による有料運航であった。
観光船も兼ねており、観光船として運航されている時間帯は渡船としては利用できなかった。朝酌矢田地区と竹矢矢田地区を結び、月・水・金曜日の午前8時から9時の間に随時運行された。有料で片道大人40円、小人30円、自転車50円、バイク80円。
諸般の事情で2020年（令和2年）10月19日以降休航。迂回できる橋が自転車の通行も可能としたことから、主に通学等で利用する高校生がいなくなり事実上廃止となった。
なお、チャーター方式で両岸を渡ることは可能であるが、チャーター料は1時間2万円となっている。
水江の渡し（岡山県倉敷市）
高梁川の改修工事により東西に分断された水江地区を無料で結んでいた。市道「水江2号線」の一部としての機能もあった。廃止直前の運行時間は平日の7時 - 11時及び14時 - 18時であった。
倉敷大橋が2016年（平成28年）1月24日開通。同橋開通により同年3月31日をもって廃止。
音戸渡船（広島県呉市）
本州と倉橋島を隔てる音戸の瀬戸を渡っていた。江戸時代初期に手こぎで始まったこの渡船は日本一短い航路（約80M）として知られた。民営かつ有料（大人片道100円）であり、自転車や原付バイクも乗船可能だった。
歴史を守り続けてきた唯一の船頭が、船の損傷およびコロナ禍を含めて乗客の減少から運営の限界を感じ、航路の廃止と廃業の意向を市に伝え、2021年（令和3年）10月31日をもって廃止となった。
なお、使用していた2隻の木造船（つばめ・かもめ）は、天候要因による損傷が発生していたため、同年7月19日の午後から休航していた。
※参考：日本一短い航路「音戸の渡し船」 - 呉市観光振興課
彦島渡船（山口県下関市）
竹崎桟橋 - 彦島海士郷桟橋。1989年（平成元年）12月31日廃止
京町軽便渡船（福岡県久留米市）
筑後川中流域の長門石-京町間を結んでいた。1891年に京町軽便会社が運航を始め、のちに久留米市営に移行した。1974年7月11日の長門石橋開通に伴い廃止された。
下田の渡し（福岡県久留米市）
筑後川中流域にて運航された旧城島町下田地区と同町浜地区とを結んだ。福岡県営。無料。架橋の完成とともに1994年に廃止。これをもって筑後川の渡しは全て消失した。
宇城市営渡船（熊本県宇城市）
旧三角町営船。通称、野崎渡し船。三角東港と戸馳島の野崎を結んでいた。2005年（平成17年）1月に宇城市との合併により市営船として運航された。運賃は大人100円。所要時間約4分。一日最大27便54往復設定。月初1日と2日は運休。主力は博洋丸。2013年6月（平成25年）6月30日航路廃止。
初代戸馳大橋が、1973年（昭和48年）に竣工し、九州本土と結ばれ架橋離島となった後も、橋を利用する場合、遠回り隘路急坂となる地域住民のため、町営船として運航が確保されていた。二階堂酒造のCMでも知られる。
楮木の渡し舟（熊本県八代市 - 球磨郡球磨村）
球磨川沿いに走る肥薩線の瀬戸石駅（八代市）と球磨村神瀬（こうのせ）楮木（かじき）を結ぶ。最寄りの橋まで徒歩で迂回すると1時間近く掛かる対岸を、5分で運行していた。球磨村営で、村から委託を受けた住民組織「楮木地区渡し舟組合」が管理・運営していたが、4人いた船頭は約30年前からは1人だけであった。村民は無料で、村民以外の利用者は有料。日曜日は運休。
2012年10月31日に廃止された。船頭が高齢で後継者が皆無であること、マイカーの普及などで利用者が減少して末期には高校生などの乗客が1日1人いるかいないかだったこと、その主な利用客であった高校生がスクーターや親の送迎で通学するようになり渡し船を利用しなくなる事が決定打となった。廃止まで使われていた和船「楮木丸」は、現在「一勝地温泉かわせみ」で足湯の湯桶として余生を送っている。
付近の肥薩線の駅は集落から橋のない対岸に駅があることが多く、かつては多くの駅前に渡船があった。

#### 近代・近世に廃止された渡船

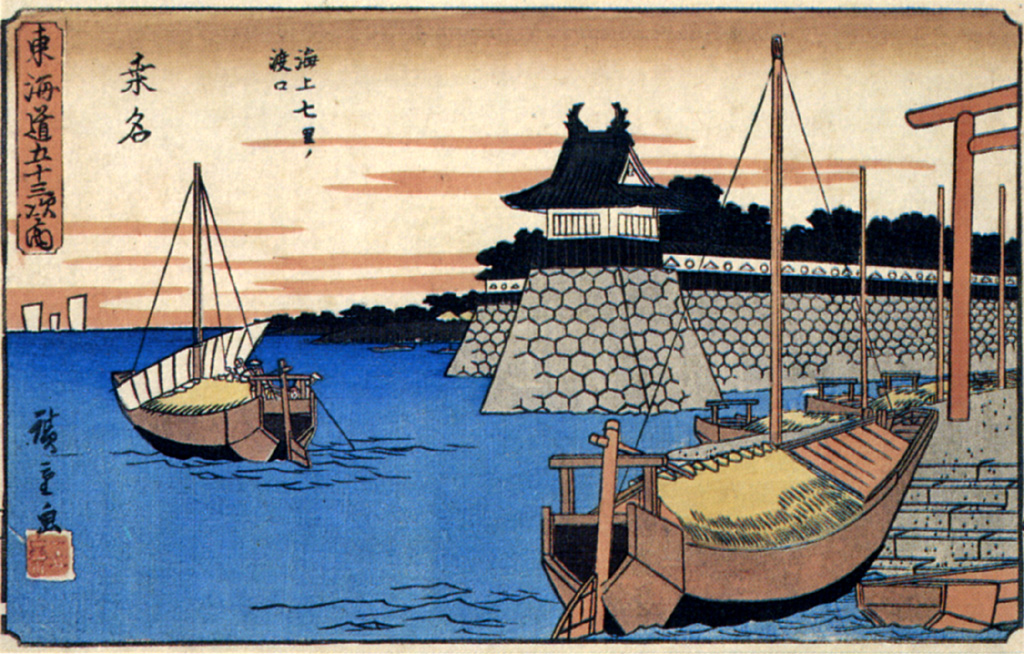
海上七里ノ渡口『東海道五十三次　桑名』

川口の渡し
荒川・新河岸川の河岸場を結ぶ、日光御成道に属する船三艘を有する官設の渡船で対岸を結んでいた。渡船場は「岩淵の渡し」や付近に善光寺があることから「善光寺の渡し」とも呼ばれ近くに善光寺があり、信州に行かず善光寺参りが江戸近郊で手軽に済ませられるとあって渡船場は大変な賑わいだったという。存在していた時期は定かではないが、渡船料の記録によると遅くとも1780年（安永9年）までには存在していたという。付近の荒川は平水時、その川幅は60間（約109メートル）程度であった。この渡船は1905年（明治38年）3月10日の舟橋の架設により廃止された。
七里の渡し
宮宿と桑名宿を結んでいた、かつての官道。1601年の東海道制定の際定められた。現在定期航路としては存在しない。
三里の渡し
佐屋宿と桑名宿を結んでいた。1634年、佐屋街道が東海道の脇往還に公認されたことで官道化。1872年に佐屋街道が公認から外れ消滅。
十里の渡し
宮宿と四日市宿を結んでいた。1601年に徳川家康の認可を受け誕生。1872年に公認から外れ徐々に衰退し、現在定期航路としては存在しない。集 荒川の水運』24-26頁。

## 日本国外の例

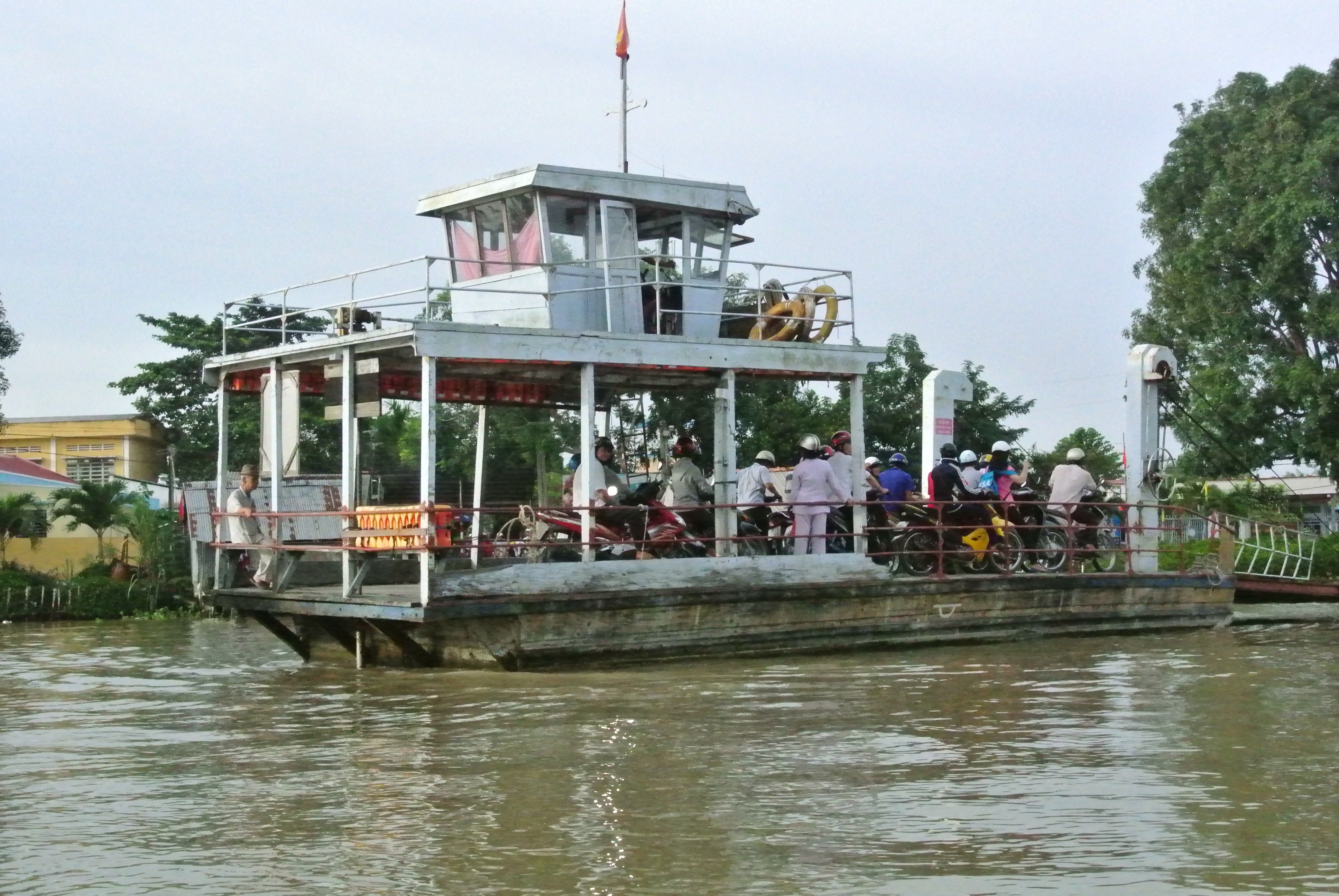
メコンデルタ（カントー）の渡し船。平底船にウィンチ式のランプウェイを備えている。

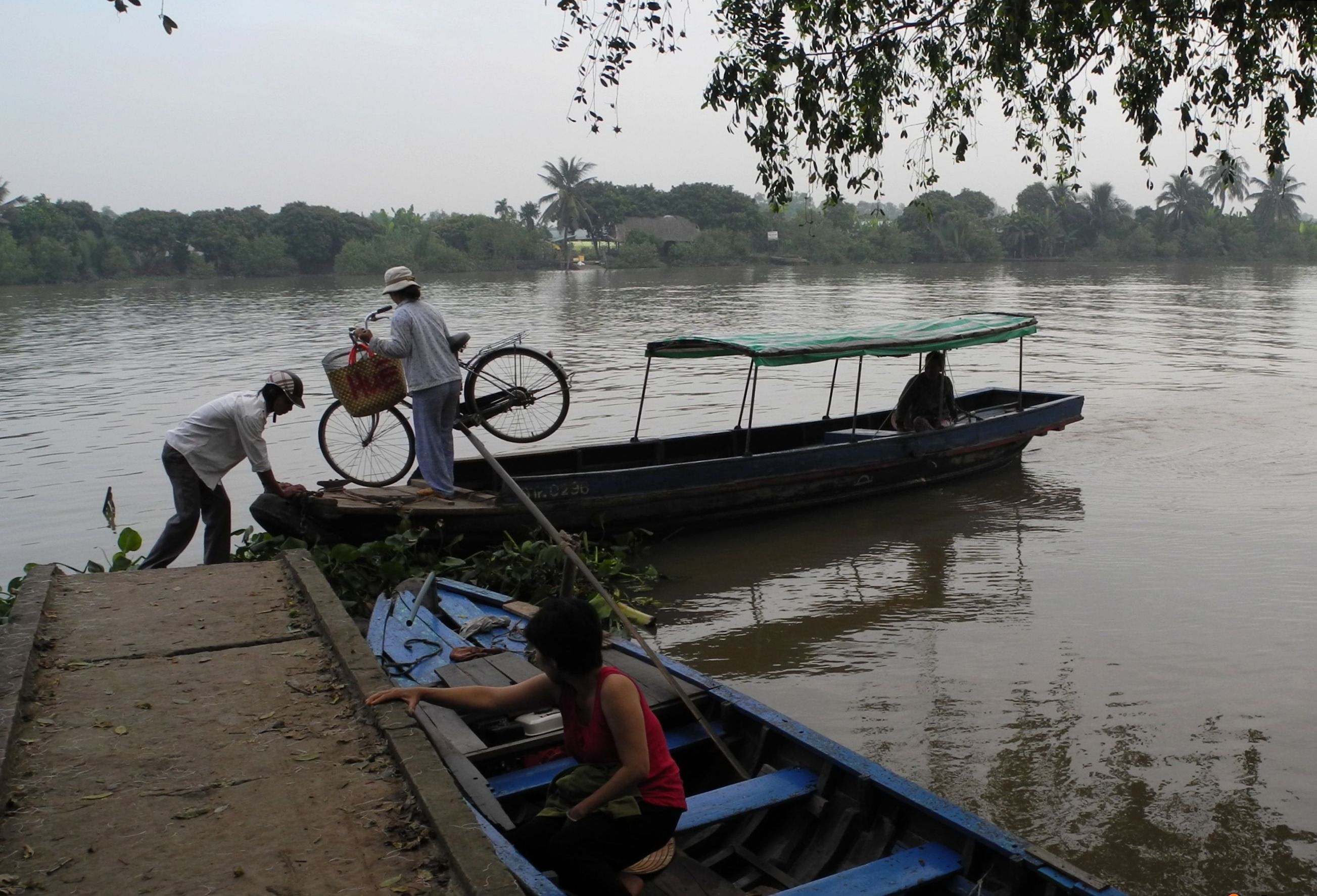
ベトナムのベンチェーで使われている渡し船

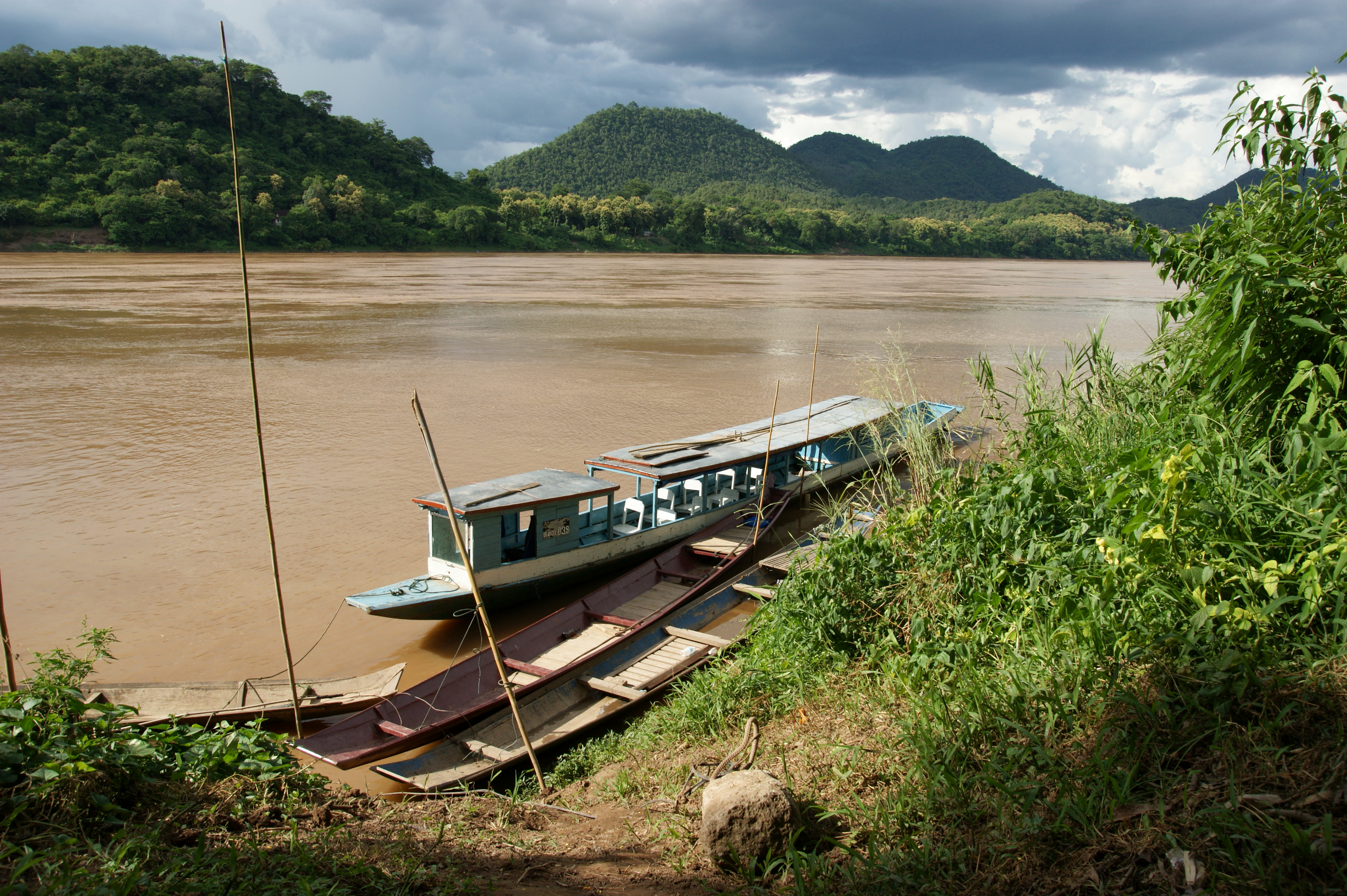
メコン川のボート

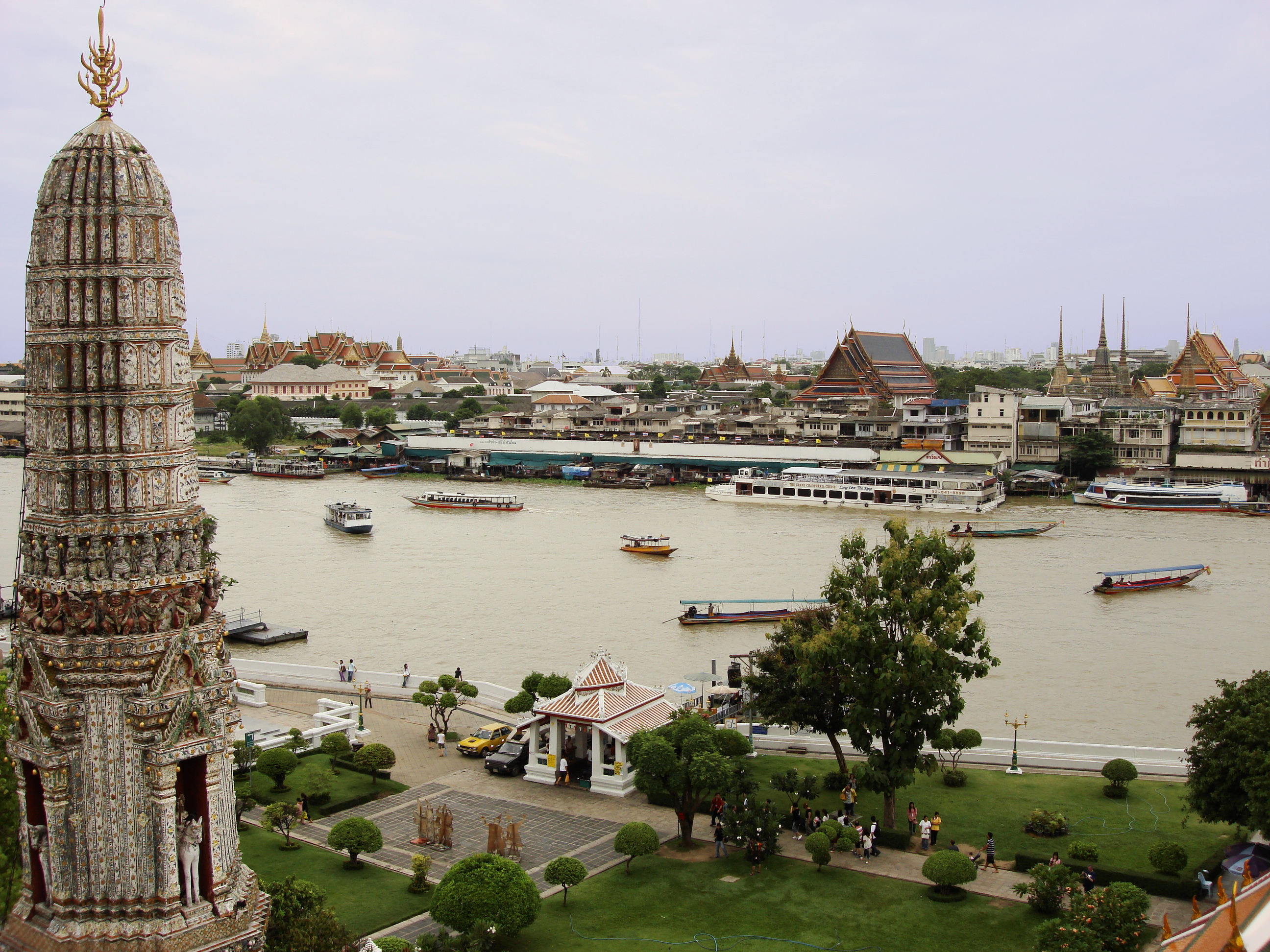
チャオプラヤ川、ワット・アルンから見る渡し船と水上バス（対岸がワット・ポー）

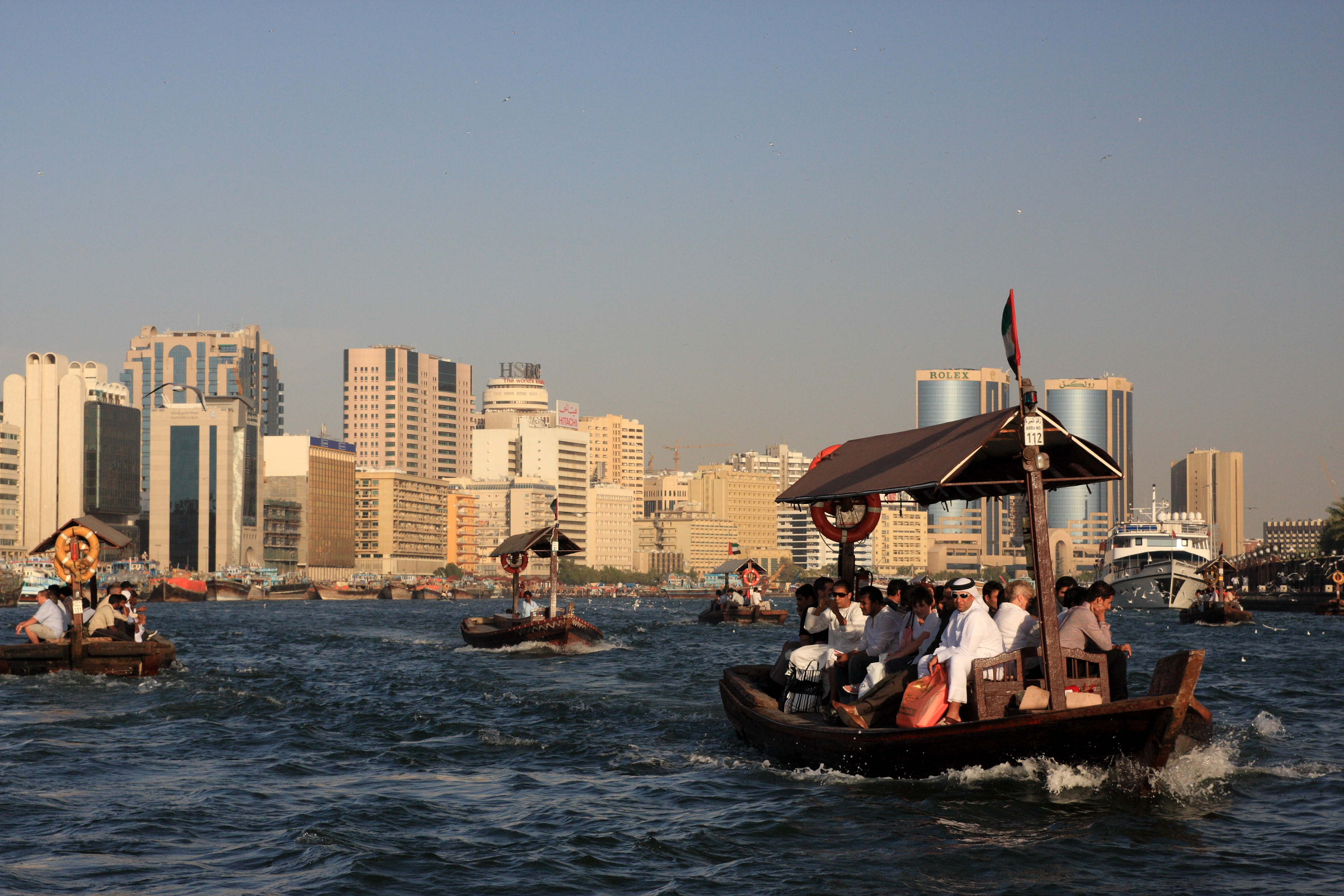
ドバイ・クリークを行き交うアブラ（2010年）

### 中国
渡れる場所には、渡や津の名が見られる。風陵渡（風陵津）は、古代において黄河を渡る最大の渡し場である。そのことから紀元前の古国時代（伝説時代）から20世紀の日中戦争まで幾度も戦争が行われ、兵家必争之地と呼ばれる交通の要衝地であった。

### ベトナム
ベトナムでは、主に南部のメコンデルタ地方を中心に多くの渡船が存在する。この地方ではメコン川が多くの支流に分かれ、農業用・輸送用の水路も網の目のように張り巡らされている。このため船による輸送が活発で、橋をかけることや、そのために高い堤防を造成することが逆に交通の不効率化を招く場所が極めて多い。とはいえ、オートバイや自転車が庶民の基本的な交通手段であることも事実であるため、渡船は生活に欠かせないものとなっている。
また、21世紀になってカントー橋やラックミエウ橋が掛けられるまで、交通の大動脈である国道一号線でのバスやトラックでの大規模輸送であっても、大型の渡船が利用された。
このようにベトナムの渡船は基本的に車両での乗船を考慮する必要があるため、輸送量の多い場所ではデッキがそのまま波止場の地面とひとつながりになる船体形状のものが多い。また、河川の流れが極めて緩やかなため、安定性に注意を払う必要が低く、喫水の浅く底が平たい、ある意味一枚の「床」のような形状のものが見られる。

### ラオス
陸上の交通路がきわめて貧弱で、かつ山岳が多く川の流れが急なラオスにおいては、「対岸へ渡す」船ではなく、川を斜めに渡って乗客を運ぶ渡船が主流である。このため船体は極めて細長い形状である。

### タイ
タイの地方ではベトナム同様のオートバイ利用者向けの渡船も見られるが、陸上交通の充実した首都バンコクにおいては、主に徒歩客、特に観光客のためのものが主流である。バンコク都内を南北に流れるチャオプラヤー川では、チャオプラヤー・エクスプレス（水上バスに分類される）のような川を上下するもののほかに、対岸同士にあるワット・アルンとワット・ポーを結ぶ渡船などが存在する。
また、ミャンマーとの国境を形成するクラ地峡には海上の国境を超える渡し船が多く運行されている。これらは公営のものではなく企業とも呼べない個人経営のものばかりのため、料金交渉が必要であり、事故が起きてもほとんど保障は得られない。メコン川でのラオス国境にも同様なものがあるが、こちらは運賃が決まっており、個人ではなく企業経営のものが多い。

### マレーシア
マレーシアも陸上交通が充実しており、自動車の普及率も高いことから渡船は地方の観光地に多い。サラワク州のクチンでは、市街を南北に分けるサラワク川支流の中心部は景観維持のために橋がかかっておらず、徒歩客むけの多くの渡船が早朝から夜遅くまで行き交う。

### ドバイ
ドバイを東西に流れるドバイ・クリークでは「アブラ」と呼ばれる木製の渡し船が昔から利用されており、現代では観光客向けに運航されている。なお運賃は伝統により1ディルハムとなっている。